# ولاية الطارف
ولاية الطارف  الواقعة بأقصى شمال شرق الجزائر والمجاورة عنابة التي كانت تابعة لها لغاية يناير 1984 أصبحت ولاية رقم (36)، تسميتها ولاية خضرا وهي المشهورة بطبيعتها المعطاء ومناطقها الرطبة وبيئتها السخية، تتميز ولاية الطارف بطابعها الفلاحي وغاباتها الكثيفة وشواطئها الجميلة (حوالي 20 شاطئ)، وتتميز بعنبها الذي يعتبر من أجود أنواع العنب وطنيا، تتكون ولاية الطارف من (7 دوائر) و (24 بلدية) تتربع على مساحة غابية تقدر ب166 ألف هكتار، أي ما نسبته 54 بالمئة من المساحة الكلية للولاية، تتميز بالتنوع البيئي وكثافة المكونات الغابية والحيوانية، ما جعلها ثاني أكبر ولاية غابية في الجزائر، تبعد عن المطار الدولي (عنابة) حوالي 55 كلم (ساعة و 3د).

## الموقع
تقع في أقصى الشمال الشرقي للجزائر وهي حدودية مع تونس التي تحدها شرقا وفي الجهة الغربية تحدها ولاية عنابة، أما جنوبا فتحدها كل من ولايتي سوق أهراس وقالمة، في شمال الولاية البحر الأبيض المتوسط، تجتازها 4 محاور مواصلات وهي الطريقين الوطنيين 44 و 84 «أ» والرابطين بين عنابة، الطارف وولاية جندوبة بالجمهورية التونسية من جهة وكذا لطريقين الوطنيين 82 و 16 اللذين يضمنان سيولة الحركة مع ولاية سوق أهراس إلى جانب 88 كلم من الطريق السيار شرق غرب وهي في طور الإنهاء.

## المناخ
تمتاز ولاية الطارف على العموم بمناخ رطب ومعتدل، تطل على البحر الأبيض المتوسط وهذا ما يجعل التيارات البحرية الرطبة تتغلغل إلى المنطقة، حيت رطب حار في الجهة الشمالية ورطب بارد في الجهة الجنوبية، أما معدل سقوط الأمطار فهي تتراوح ما بين 900 إلى 1 200 مم / سنويا.

## السكان
ينحدر سكان الطارف من أصول أمازيغية حيث عمرت المدينة القبائل البربرية منذ العصور الإنسانية الأولى، وعرفت القبائل الأولى المستقرة بالطارف ببابيرية نسبة إلى البربر، كما سكنتها أيضا قبائل موسولامي وكيرينا، ومن أبرز القبائل التي ينسب إليها اليوم سكانها المحليون نجد أمازيغ معربون.
كانت منطقة القالة وضواحيها في القديم تدعى تونيزا وهي منطقة تابعه لمدينة هيبون وتونيزا تقع على بعد 22 كلم من القالة الجديدة غير ان أسم تونيزا أسم بربري حسب المؤرخ الروماني ماركوس مانار في كتابه الجغرافيا القديمة للدويلات البربرية وهناك مصادر أخرى نقرأ فيها أسم نالبوس ويرى المؤرخ الفرنسي أن تونيزا أسمها من أصل فينيقي لأنه عثر بنفسه على نقود في طبرقة بونيوس ميلا كتبت عليها أساطير بونيقية تمثل راس مغطى ومكلل الواجهة الأولى تحمل لفظة تبرك وفي الوراء لفظة تونيزا ويمكن ان تكون تونيزا الأسم القديم أو كانت إحدى الوكالات التجارية حيث كان نفوذها يمتد إلى كاب روزا الذي يسمى قديما رأس الوردي أي على طول الخليج الباتغ حوالي 90 كلم ونظرا لتوسعات ماسينيسا شرقا يبدوا انها كانت مركزا بحريا أي أنها أصبحت موانئ نوميدية تأسست كميناء صغير ومن بقايا بناياتها القديمة توجد حاليا أثار أكوام من الأسمنت المسلح في البحر وهناك قبور حفظت في الصخور بين البحر والرحاء القديمة الميناء كانت تونيزا حصنا منيعا للدفاع أكثر منه مدينة ومن بين الأثار التي وجدت فيها حزام برونزي مشلل بالذهب ومزين بقفاتل من الزجاج على الطراز البربري يرجع إلى القرن الخامس ق.م وهؤلاء كلهم وجدوا بضريح قرب تونيزا كذلك بالقرب منه معبد للألهة ديان الهة الزرع والحياة الرومانية وهي تقع في قمة جبل بالقرب من كاب روزا رأس الوردي بحيث لا تزال بعض الأثار إلى حد الآن شاهدة على ذلك وجد بقايا أصوار من الحجر المنحوت لا تزال تظهر عليها النوافذ المقوسة وبعض الصخور المنقوشة بكتابات لاتينية لا شك أنها مخلفات المعبد والأضرحة التي سبق ذكرها تونيزا منطقة أستراتيجية هامة تابعة لهيبو نظرا للمكانة المرموقة وغنى المنطقة بالثروات الطبيعية مما ساعد على أستقرار القبائل وربما كانت ملجا ضد الغزاة، أن أصل التسمية تونيزا لا فينيقية ولا بربرية حسب ما ذكره قزال لكن أعتقد ان التسمية ليبية محلية فتونيزا مثل كل الأسماء التي تبدا بحروف TRوالتي يبدو انها تطابق مع الصنف البربري.

## التقسيم الإداري

دوائر ولاية الطارف

تحتوي ولاية الطارف على 7 دوائر و 24 بلدية، هي كالآتي:
| الطارف   | عين العسل - بوقوس - الزيتونة             |
| القالة   | السوارخ - رمل السوق - العيون             |
| الذرعان  | شبيطة مختار - الشيحاني                   |
| بن مهيدي | الشط - بريحان                            |
| بوحجار   | عين الكرمة - واد الزيتون - حمام بني صالح |
| البسباس  | عصفور - زريزر                            |
| بوثلجة   | بحيرة الطيور- بلدية الشافية              |

تعتبر القالة وهي مدينة ساحلية وحدودية مع تونس ثاني أكبر مدن ولاية الطارف. ذلك أنها تضم محمية القالة الوطنية وميناء للصيد البحري بالإضافة إلى عديد الشواطئ وأشهرها شاطئ المسيدا. كما تشتهر بخلجان المرجان والبحيرات كبحيرة طونغا وبحيرة فزارة المحمية بواسطة اتفاقية رامسار للمناطق الرطبة.

## الولاة
تعاقب العديد من الولاة على ولاية الطارف منذ إنشائها في 04 فبراير 1984م من خلال المرسوم التنفيذي رقم 84-09
قائمة الولاة للولاية بالترتيب:
- محمد الأندلسي
- مختار حامدادو
- بوجمعا ريبوح
- سليمان زاوش
- جيلالي عرعار
- حسان كانون
- أحمد كانون
- أحمد ماعبد
- محمد لبقة
- بلكاتب محمد
- حرفوش بن عرعار (حالياً)

## التاريخ

### فترة ما قبل التاريخ
.

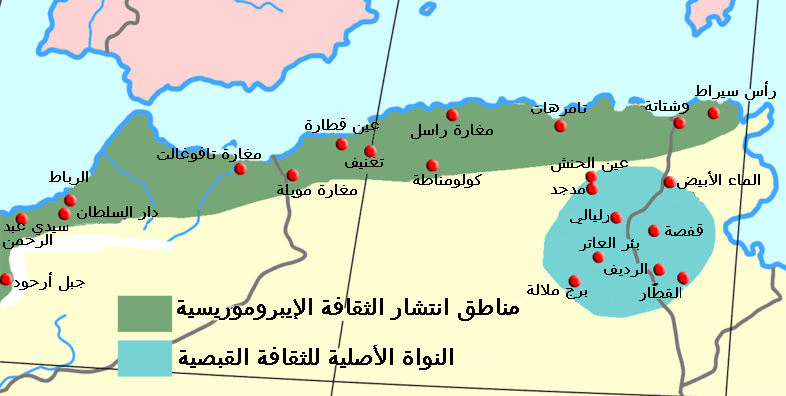
مناطق أنتشار الثقافة إيبيروموريسية، الحضارة العاترية والحضارة القفصية

كانت ولاية الطارف من بين مناطق أنتشار الثقافة إيبيروموريسية أو الأوشتاتيون (بالإنجليزية: Ibero-Maurusian) هي المنظر الثقافي لساحل شمال أفريقيا في الفترة بين العصر الحجري القديم العلوي والعصر الحجري الوسيط حوالي 20.000 إلى 10 000 سنة قبل الحاضر.

### التاريخ القديم

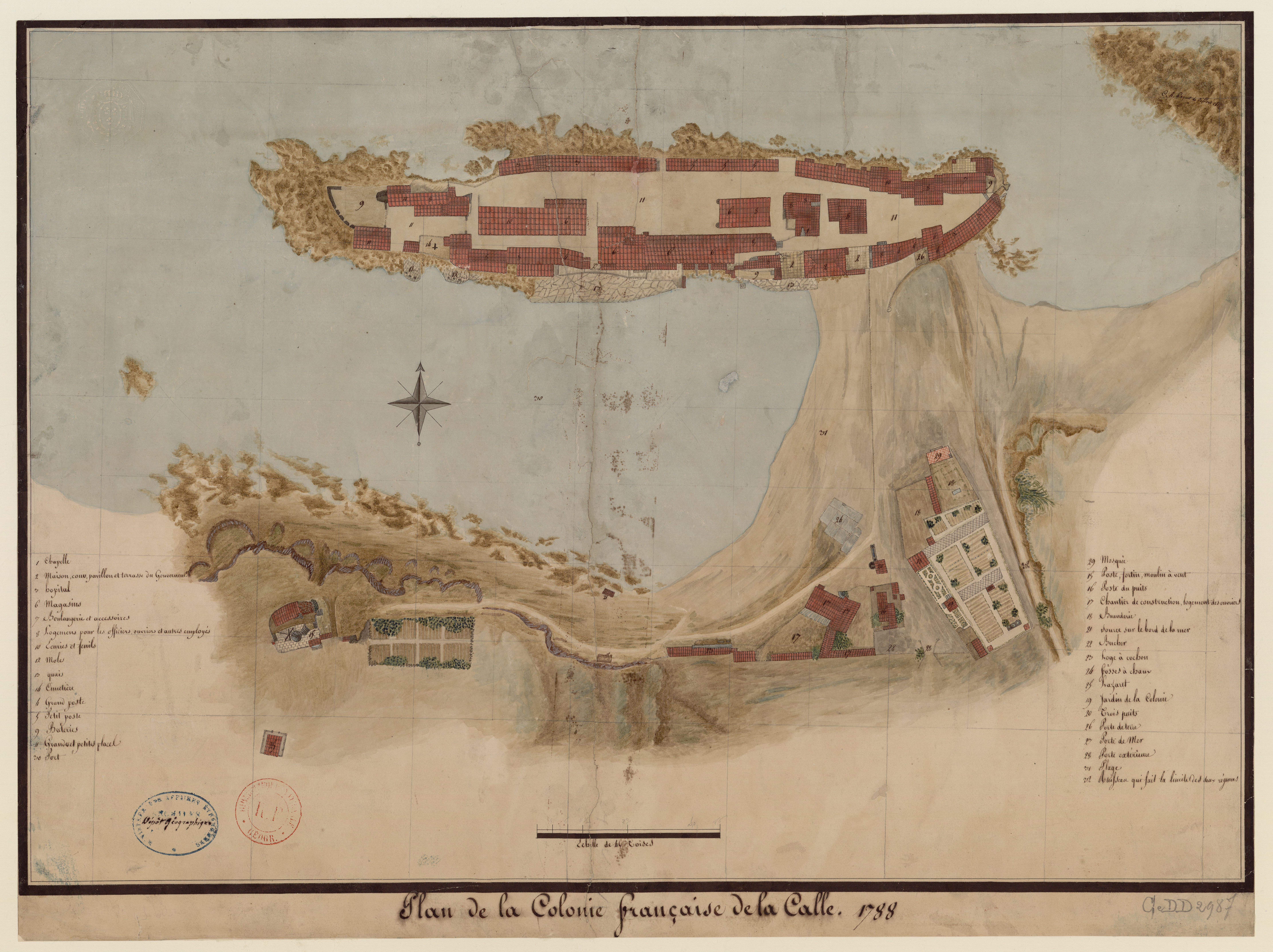
خريطة القالة سنة 1788

تتميز ولاية الطارف الواقعة في أقصى الشرق الجزائري، بثراء طبيعي كبير جعلها تحفة الخالق في كونه، وفضلا عن هذا فهي تتمتع بتاريخ عريق لاتزال معالمها الأثرية منتصبة وشاهدة على تعاقب حضارات مختلفة عليها، اذ يتواجد بها أكثر من 132 موقع لما قبل التاريخ تعود لحضارات مختلفة كالفينيقيين، البزنطيين، الوندال، الرومان وصولا إلى الفتحات الأسلامية والعثمانية والحقبة الأستعمارية، عن أبرز هذه المعالم الأثرية، قصر فاطمة، المتواجد في منطقة العيون، الذي تم تصنيفه كمعلم يرجع إلى الحقبة الرومانية وكذا الحصن الفرنسي الذي يشهد على الحقبة الفرنسية وبأن الطارف عرفت الأستعمار، هنالك أيضا قلعة الطاحونة التي تسبق هذه الفترة وتعود إلى الفترة العثمانية ومتواجدة ببلدية القالة، مؤكدا ان الفترة العثمانية عرفت بأنتشار القلاع التي كانت تحرس السواحل الجزائرية بصفة عامة، وتم مؤخرا أكتشاف العديد من المواقع الرومانية في أطار فرقة البحث بين وزارة الثقافة وجامعة تورنتو بإيطاليا حيث تم أكتشاف حوالي 300 موقع أثري يعود إلى الفترة القديمة يعني عبارة عن مواقع أثرية رومانية منتشرة من منطقة بوحجار إلى غاية العيون ومرورا بمنقطة البسباس وكذلك الشافية وبوثلجة، وبتواجد هذه المواقع تعتبر ولاية الطارف متحفا في الهواء الطلق نظرا لغناها بالمعالم الاثرية والحضارية.

### الأحتلال الفرنسي

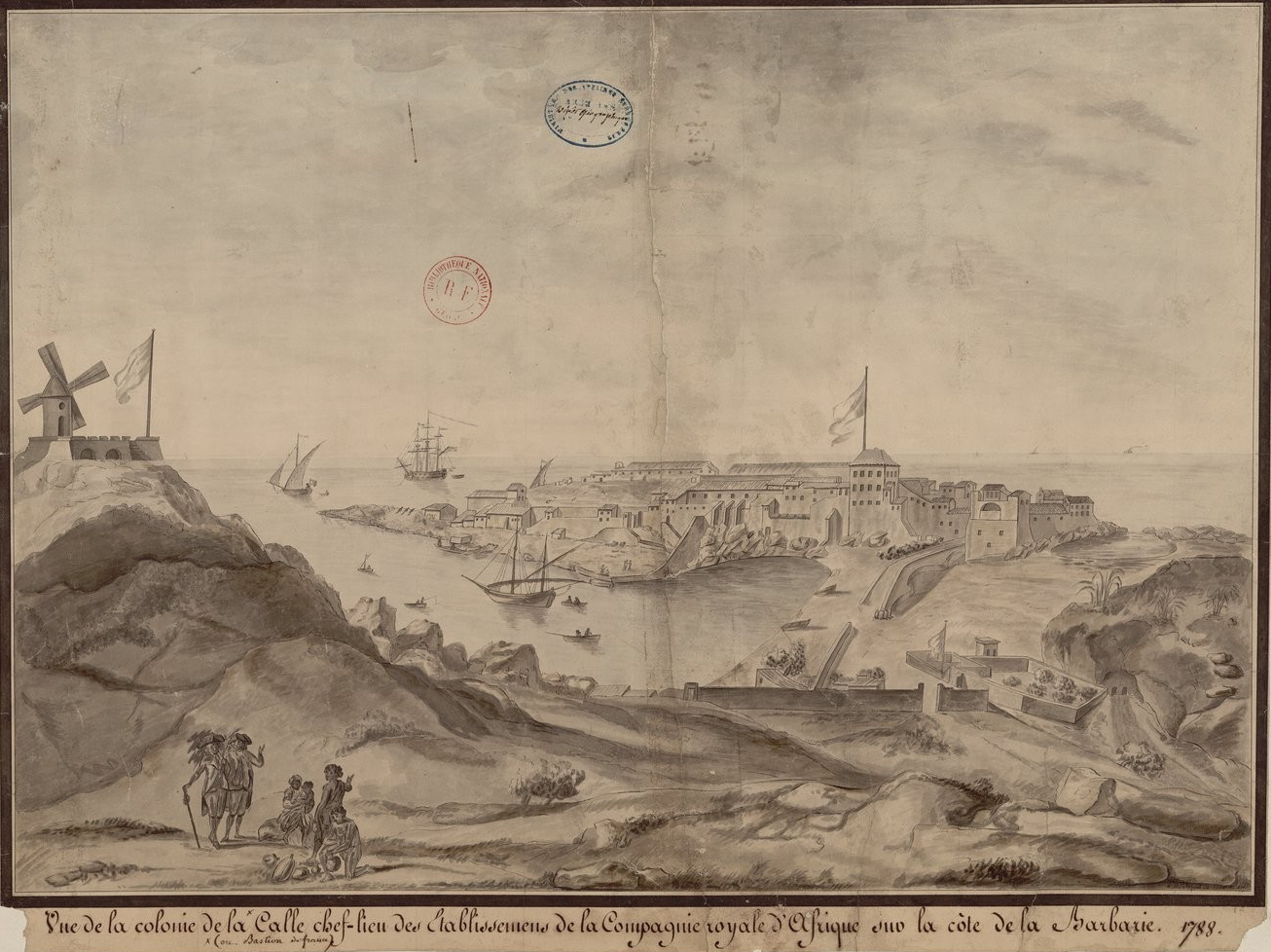
القالة
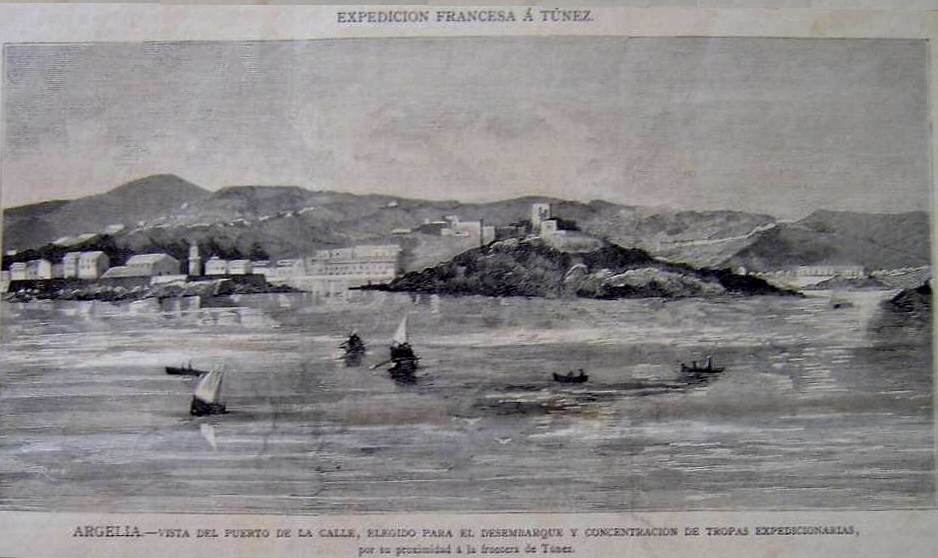
منظر لمناء للقالة
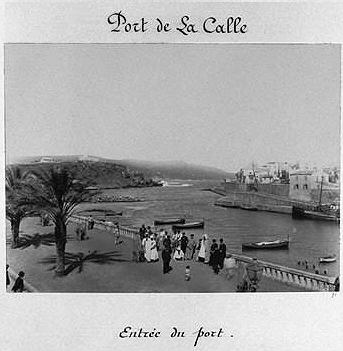
منظر لمناء للقالة
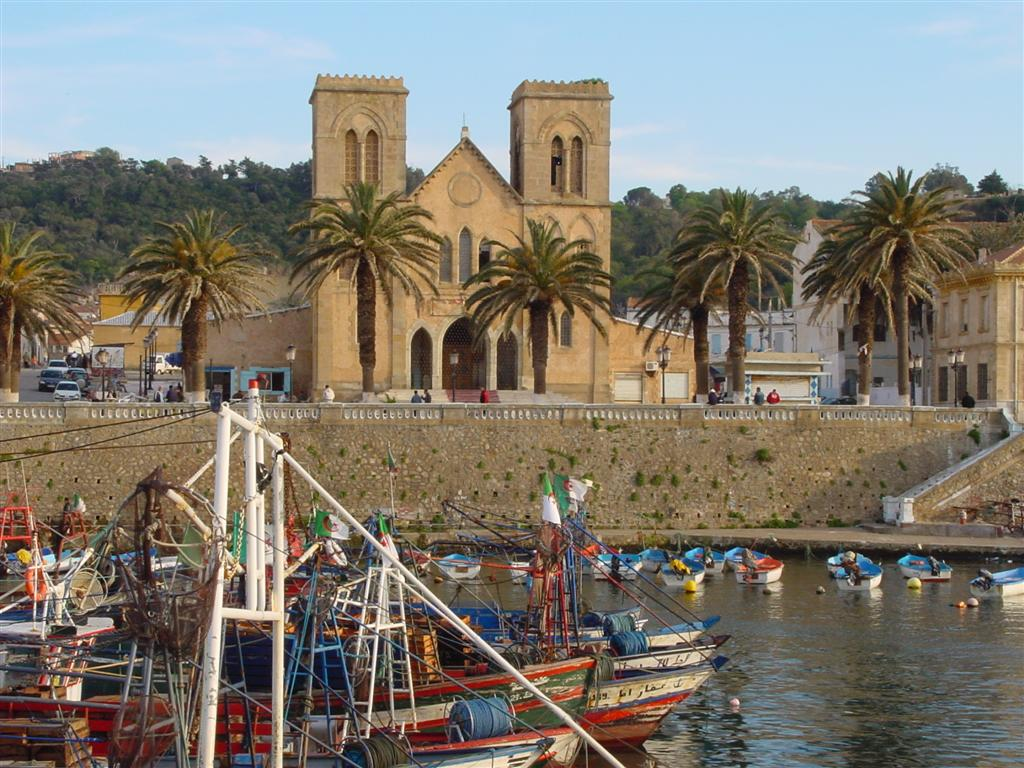
كنيسة القديس سيبريان

من الناحية التاريخية، قد كانت مختلف جهات الولاية منطقة للتحدي ومواجهة بين جحافل القوات الفرنسية إبان ثورة التحرير الجزائرية، كما كانت الطارف منطقة عبور للعتاد العسكري لقوات جيش التحرير الوطني الجزائري، بسسب قربها من القاعدة الشرقية على الحدود التونسية مما ألتزم على الاحتلال الفرنسي للجزائر آنذاك إقامة خط شال وخط موريس، عبر بلديات: الشط، بن مهيدي، عصفور، زريزر، البسباس، الذرعان، الشيحاني (بالنسبة لخط موريس). السوارخ، العيون، رمل السوق، الطارف، الزيتونة، عين الكرمة، بوحجار (بالنسبة لخط شال).
- كانت توجد مركز لتموين والأسترخاء والعلاج بحمام سيدي طراد.
- من أشهر المعارك التي دارت في المنطقة:
- معركة جبل الدباغ. 1957
- معركة البلوط. 1957
- معركة المازني.
- معركة كدية الدراوش.
- معركة سيدي طراد. 1957
- معركة عين الكرمة. 1960

### برج نام
يعتبر برج نام ودهليزه السفلي بمدينة الذرعان من بين المعالم التاريخية بولاية الطارف الشاهدة على بشاعة الأستعمار الفرنسي ضد الشعب الجزائري سيما مجاهدي ومناضلي جيش وجبهة التحرير الوطنيين هذا المبنى الفاخر الذي تم تحويله سنة 1956 من قبل أحد المعمرين إبان الثورة إلى مركز للتعذيب،

### مرحلة الاستقلال
عرفت ولاية الطارف توسعا عمرانيا كبيرا خلال فترة الأستقلال مع نمو أقتصادي وأجتماعي كبير، حيث تمت ترقيتها إلى مقر ولاية سنة 1984، حققت إنجازات هائلة في ظرف وجيز والعديد من المنشآت الصحية والتربوية، وكذا إنجاز بنية تحتية هامة في جميع القطاعات، وأحتضانها للعديد من التظاهرات الثقافية والرياضية على المستوى الجهوي والوطني، علما أن المدينة تدرس مشاريع كبرى أخرى لإنجازها مثل مركب سياحي ضخم، ترامواي، تلفريك بالقالة، ملعب كرة قدم جديد، مركز رياضي بمقاييس عالمية.

## السكان
يبلغ عدد سكان هذه الولاية 310 000 نسمة وتبلغ الكثافة 6655,544/كم²،
| ذكور   | فئة عمرية     | إناث   |
| ------ | ------------- | ------ |
| 725    | 85 سنة وأكثر  | 762    |
| 1٬313  | 80 إلى 84 سنة | 1٬179  |
| 2٬288  | 75 إلى 79 سنة | 2٬153  |
| 3٬207  | 70 إلى 74 سنة | 3٬128  |
| 3٬883  | 65 إلى 69 سنة | 3٬828  |
| 4٬884  | 60 إلى 64 سنة | 4٬927  |
| 6٬871  | 55 إلى 59 سنة | 6٬563  |
| 8٬966  | 50 إلى 54سنة  | 8٬908  |
| 10٬745 | 45 إلى 49 سنة | 11٬128 |
| 13٬153 | 40 إلى 44 سنة | 13٬696 |
| 15٬068 | 35 إلى 39 سنة | 15٬596 |
| 17٬615 | 30 إلى 34 سنة | 18٬980 |
| 21٬450 | 25 إلى 29 سنة | 22٬224 |
| 21٬056 | 20 إلى 24 سنة | 21٬539 |
| 20٬252 | 15 إلى 19 سنة | 19٬785 |
| 18٬182 | 10 إلى 14 سنة | 17٬617 |
| 15٬752 | 5 إلى 9 سنوات | 15٬059 |
| 18٬486 | 0 إلى 4 سنوات | 17٬353 |
| 37     | غير معروف     | 55     |

## الثروة الغابية

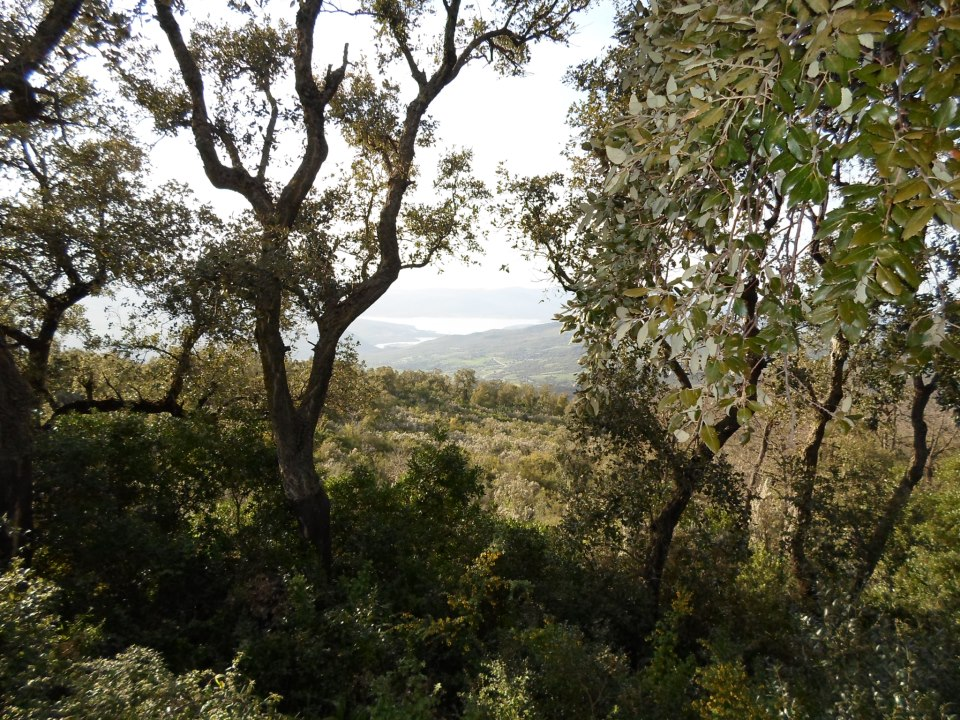
غابة الطارف

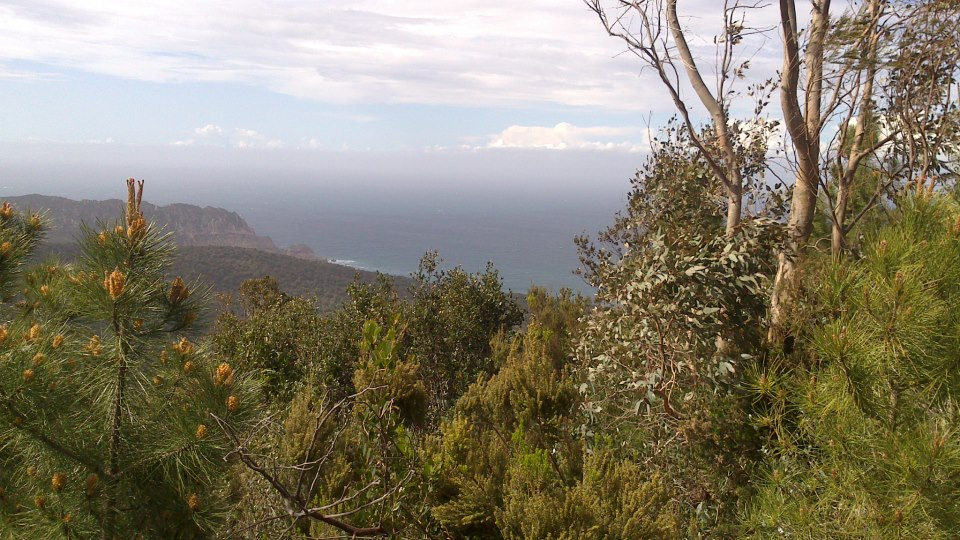
الحدود التونسية الجزائرية

تمتد هذه المنطقة على مساحة قدرها 1632,75 كلم2 (57 ٪ من تراب الولاية و 32 ٪ من سكان الولاية)، كما تمتاز بجبالها الشامخة وغابتها الكثيفة التي تتوسع على 167 311 هكتار وبمنحدراتها التي تفوق 12 ٪
جغرافية مورفولوجية ذات خصوصية وهي تتمثل في حيز الساحل شمالا والذي يختزن مناظر متنوعة وأمتدادات من المستنقعات إلى جانب غابات جميلة من الفلين، والصنوبر وأشجار البلوط، وفي المنطقة القارية جنوبا توجد 57 بالمائة من المساحة العامة للولاية وهي المتسمة بتضاريس وعرة تضم جهات هشة وناقصة تجهيز منها المنطقة الحدودية والمنطقة الخلفية للقالة وبوحجار، وبغض النظر عن طابعها المتجه خاصة نحو السياحة والفلاحة فإن هذه الولاية الخضرا تتوفر على ساحل جذاب بطول 90 كلم و 25 شاطئ وجداول جميلة منها 15 شاطيء مسموح السباحة فيها، ومن جهة أخرى، تختزل محمية القالة الوطنية ذات سلسلة من المنحدرات من أصناف مختلفة مكونة من تضاريس جبلية موشحة بشبكة هيدروغرافية مكونة خاصة من مناطق رطبة.

## المناطق الرطبة

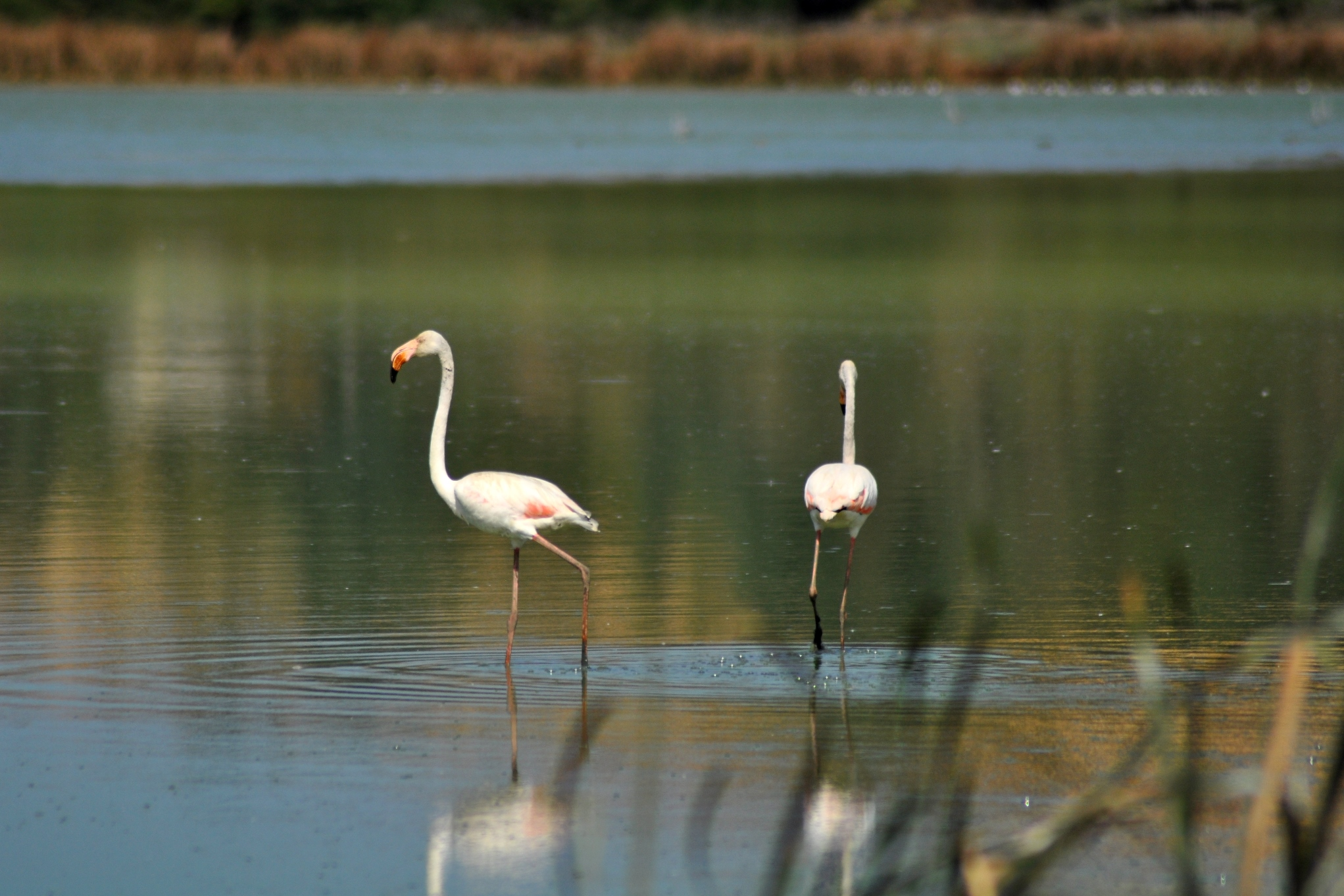
طير النحام الأكبر في بحيرة الطيور

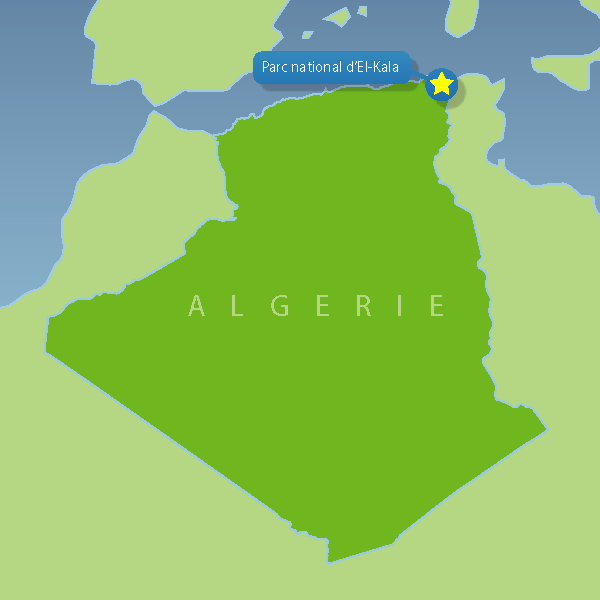
الحظيرة الوطنية للقالة (الموقع)

ويعد مركب المناطق الرطبة التابعة للحظيرة الوطنية للقالة الوحيد في البحر الأبيض المتوسط الذي يضم فسيفساء من البنايات المائية (نظام بيئي خاص مستنقعات ومواقع أخرى) وهي مسجلة ضمن قائمة اتفاقية رامسار المتعلقة بمنطقة رطبة ذات الأهمية العالمية بالنظر لقيمتها البيئية والطبيعية.
وقد تم إنشاء هذا الفضاء الموجه للحفاظ على الثروة النباتية والحيوانية سنة 1983 على مساحة تتجاوز 80 ألف هكتار تحتضن ثلث الثروة النباتية للجزائر، ولذلك جرى تصنيف هذا التراث سنة 1990 من طرف منظمة اليونسكو بوصفها معالم طبيعية ثقافية دولية ومحيط حيوي.
وقد جعل تنوع النبات والغابات والأحراش والمناطق الرطبة والطرق والمنحدرات من الحظيرة الوطنية للقالة ملجأ مثاليا لثروة حيوانية معتبرة ممثلة في 267 نوعا من 56 من الفقاريات و 211 من غير الفقاريات، ويتميز هذا الموقع الجدير بالبحث العلمي والثقافي والترفيهي خاصة ب38 نوعا من الثدييات من بينها أصنافا نادرة كما أنها تحتضن ثلث مجموع نباتات الجزائر،
وتتوفر ولاية الطارف على 7 من بين 26 منطقة رطبة جزائرية ذات أهمية دولية وهي مشكلة من مستنقعات وبحيرات ذات جمال أخاذ وأهمية بيئية أكيدة، وتوفر المنطقة ملجأ لآلاف الطيور المهاجرة منها ايريماتور برأس أبيض والوز والبط ودجاج الماء وغيرها من الطيور.

## البحيرات

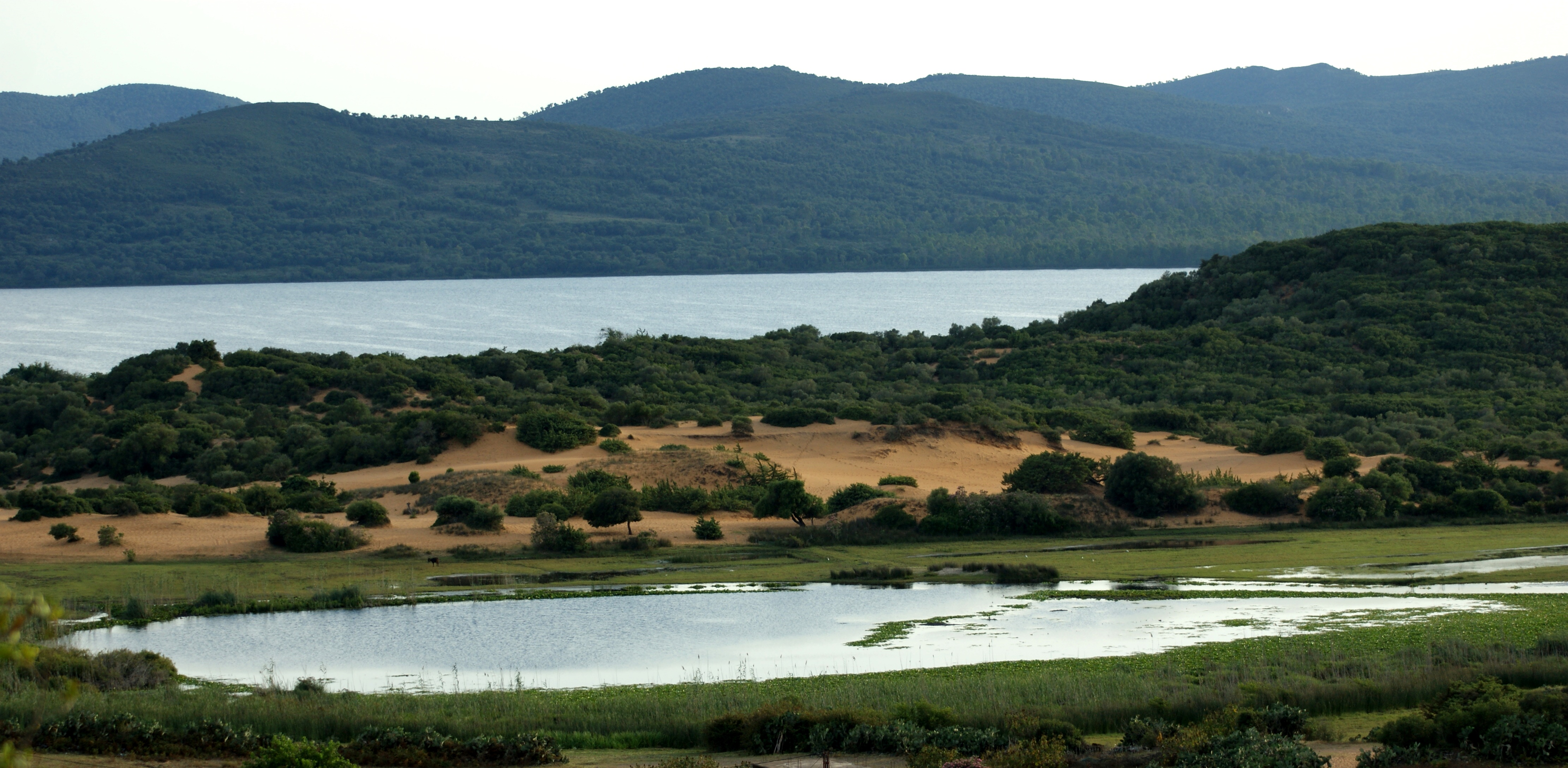
بحيرة المالح والبحير الزرقاء

- بحيرة الطيور
- بحيرة أوبيرة
- بحيرة طنقة
- بحيرة المالحة.

## السدود
وتصل سعة القدرات المائية الإجمالية للولاية إلى 283,23 مليون متر مكعب مكونة من المياه الجوفية والسطحية ومنها 157,23 متر مكعب موجهة لمياه الشرب بتخصيص يومي قدره 200 لتر في اليوم للفرد الواحد إلى جانب السقي بسعة 74,31 مليون متر مكعب و 22,36 مليون متر مكعب للصناعة بمنطقة عنابة، وإلى جانب السدود الثلاثة تنتظر الولاية إنجاز 3 منشآت جديدة للري بقدرة إجمالية قدرها 220 مليون متر مكعب فضلا عن تهيئة العديد من نقاط الماء مثل الحواجز المائية والآبار والخزانات.
يوجد في الولاية أربعة سدود:
- سد بوخروفا (في الأنجاز)
- سد الشافية
- سد مكياج
- سد بوقوس

## منابع المياه المعدنية والحموية
ومن جهة أخرى أن الولاية تسجل كل موسم أصطياف إعدادا كبيرة من الزوار قصد أستغلال المواقع الطبيعية ومنابع المياه المعدنية التي تزخر بمياهها ذات القيمة العلاجية المؤكدة، فمنابع المياه المعدنية الخمسة المتواجدة بالبلديات الجبلية لولاية الطارف، بوقوس، بحيرة الطيور، حمام بني صالح، الزيتونة، بوحجار... وغيرها والتي تتراوح درجة حرارتها ما بين 37 و 63 درجة مؤهلة للأستغلال المثمن من خلال إقامة مشاريع الحمامات معدنية بهياكل سياحية وأخرى لعلاج مختلف أنواع الأمراض والالتهابات، خاصة المفاصل والأمراض الصدرية والتنفسية.

## الموانئ
يضم ساحل ولاية الطارف عدة موانئ بالإضافة إلى العديد من مرافئ الصيد البحري.
- ميناء الطارف
- ميناء القالة

### مدرسة التكوين التقني للصيد البحري وتربية المائيات بالقالة
للشباب الراغبين في ممارسة مهنة الصيد البحري وتربية المائيات.

## الأعلام
- أذاعة الطارف الجهوية
- أخبار ولاية الطارف على مدار الساعة

## التعليم
يوجد مراكز تعليمية على كافة المستويات من التعليم الابتدائي إلى غاية التعليم العالي أيضاً العديد من المدارس الخاصة.
- قطاع التربية الوطنية الذي يضم مجموعة من المؤسسات المدرسية منها 259 مدرسة ابتدائية، و 59 إكمالية، و 16 ثانوية.
- مركز التعليم عن بعد لولاية الطارف والذي يتبع لديوان الوطني للتعليم والتكوين عن بعد.

### التعليم الجامعي
تضم هذه الولاية العديد من الجامعات ومؤسسات التعليم الجامعي، منها:
- جامعة الطارف.[4] تحتوي على 06 كليات هم:
- كلية العلوم والتكنولوجيا.
- كلية العلوم الاجتماعية والإنسانية.
- كلية العلوم الطبيعية والحياة.
- كلية الآداب واللغات.
- كلية الاقتصاد، إدارة الأعمال والعلوم.
- كلية الحقوق والعلوم السياسية.
- جامعة التكوين المتواصل (UFC)

### التكوين المهني
يوجد 10 مراكز لتكوين المهني و 3 معاهد وطنية في تراب الولاية.

## الثقافة

### المراكز الثقافية والمتاحف
- دار الثقافة الطارف.
- المركز الثقافي الأسلامي.
- متحف المجاهد الطارف.[6]

### المكتبات
من جهة أخرى، تفتخر ولاية الطارف بتجهيزها لـ22 مكتبة بلدية، ومكتبة الرئيسية للمطالعة العمومية لولاية الطارف (الشهيدة فرانسواز لويز المدعوة مبروكة بلقاسم) بعاصمة الولاية، منها مكتبات بلدية نموذجية على غرار مكتبة البسباس، الذرعان، شيحاني، بوثلجة وغيرها، فيما تعرف مكتبتين في طور الإنجاز ببلدية عين الكرمة وقاعة مطالعة بحمام بني صالح مما يشجع المقروئية على مستوى الولاية.

### المعارض والملتقيات والمهرجانات
- شهر التراث كل سنة. (معارض ومهرجانات)
- معرض الكتاب كل سنة.[7]
- الأيام الثقافية لولاية الطارف بساحة الأستقلال بقلب مدينة الطارف.
- الصالون الوطني للفنون التشكيلية '«النمفية»' التي تدخل في إطار البرنامج الرسمي لدار الثقافة بولاية الطارف، بحيث يتم خلال التظاهرة التي تدوم ثلاثة أيام، تنظيم معرض للفنون التشكيلية، محاضرات، ورشة للرسم خاصة بالأطفال، وجولات سياحية إلى أهم المناطق التاريخية والمعالم الأثرية بولاية الطارف.
- الصالون الجهوي للصناعة التقليدية، تنظه غرفة الصناعة التقليدية والحرف الطارف، والذي تحتضنه حديقة الحيوانات برابطية بمدينة القالة.
- ظاهرة ليالي المرجان التي تسعى مديرية الثقافة إلى ترسيمها من خلال برنامج متنوع خاص بالمرجان، لاسيما أن شواطئ القالة تزخر بهذه المادة النادرة والثمينة، كما تقام هذه التظاهرة في فصل الصيف بمسرح الهواء الطلق عمار العسكري وهو فضاء رائع يتسع لأكثر من 4000 متفرج، ويتم فيها تنظيم معارض للفنون التشكيلية ورسومات خاصة بالمرجان وموسيقى بطبوع تشتهر بها ولاية الطارف منها شاوي (موسيقى)، عيساوة، الشعبي والمالوف وكذا الموسيقى العصرية الشبابية، يشارك فيها فنانون على المستوى المحلي والوطني.

### الأسبوع الثقافي
الأسبوع الثقافي لولاية الطارف في إطار التبادل الثقافي ما بين الولايات وضمن المهرجانات الثقافية المحلية للفنون والثقافات الشعبية التي تأتي تدعيما للتبادل الثقافي والفني بين الولايات، حيث تكون ولاية الطارف ضيفة على 48 ولاية على مدار السنة.

### الحرف التقليدية
تتميز ولاية الطارف بالحلويات التقليدية، الأواني الفخارية، الألبسة التقليدية والعصرية، التحف الفنية والتذكارية، أفرشة الأسرة ومختلف المفروشات، صناعة الصابون من الأعشاب الطبية، ومختلف الاشغال اليدوية والحلي بالمرجان

### الفن والموسيقى
تزخر المنطقة بالعديد من أنماط الموسيقى مثل البدوي (القصبة) والعيساوة، كأحد طبوع الموسيقى الصوفية وبعض الآلات الموسيقية الخاصة بالمنطقة مثل مزمار القربة ومزمار القصبة والبندير، وغيرها، ويتكون الرقص البدوي من مجموعة راقصين من الرجال أو النساء يتقابلون وجها لوجه ويؤدون غناء مشتركاً مصحوباً بنغمات مزمار القصبة وأيقاعات البندير.

## السياحية

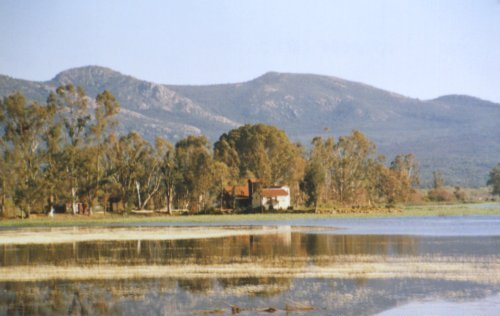
القالة
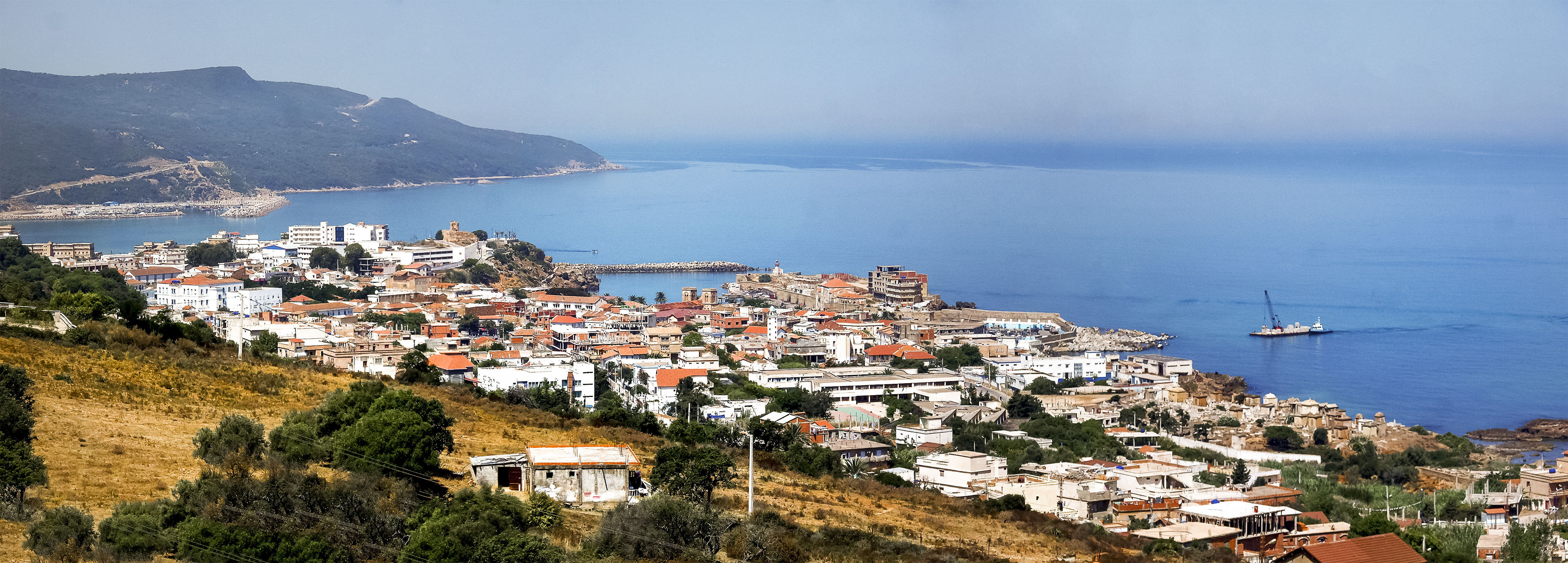
القالة
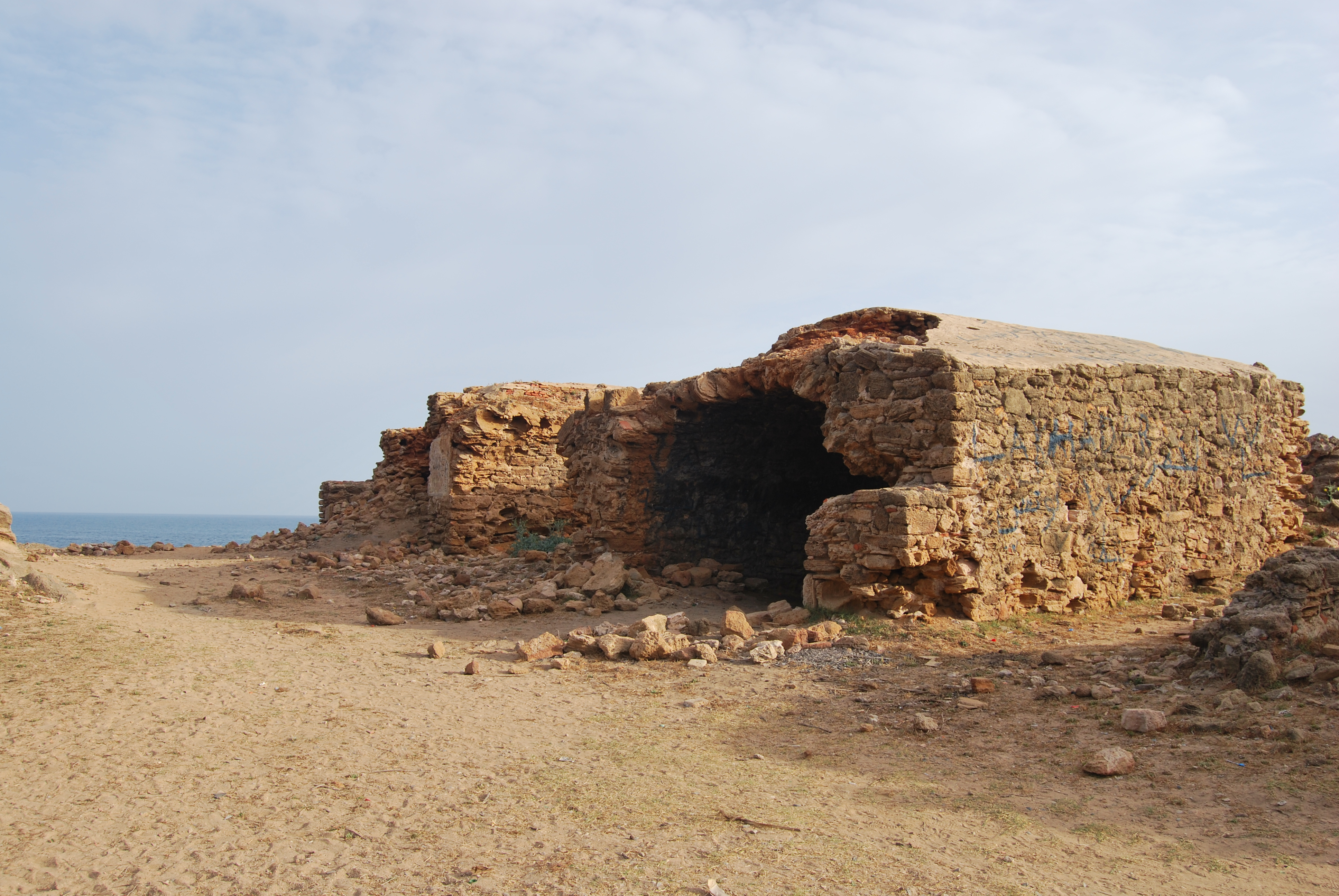
القالة

المتمثلة في الشريط الساحلي طوله 90 كلم ويحتوي على 05 مناطق للازدهار السياحي و 09 شواطئ محروسة، تمتاز ولاية الطارف، بعديد الثقافات حيث وبحكم أنها منطقة سياحية حيث يصل عدد السياح ببلدية القالة، وهي مدينة ساحلية وحدودية مع تونس ثاني أكبر مدن ولاية الطارف، ذلك أنها تضم «'الحظيرة الوطنية للقالة'» وميناء للصيد البحري بالإضافة إلى عديد الشواطئ وأشهرها شاطئ المسيدا، كما تشتهر بخلجان المرجان، بحيرة الطيور كبحيرة طونغا وبحيرة فزارة، بحيرة الأوبيرا، المحمية بواسطة اتفاقية رامسار للمناطق الرطبة.
ويوجد بها سد: سد بوقوس،
تضم منطقة بوثلجة التي تعتبر متحفا حقيقيا في الهواء الطلق العديد من المواقع الأثرية والبقايا القديمة منتشرة تقريبا عبر كامل هذه الدائرة التي تبعد بحوالي 12 كلم عن مدينة الطارف مقر الولاية.
غار المعاز وهو موقع أثري رائع وأخاذ باتجاه المحطة الحموية سيدي جاب الله ويعلو ب300 متر عن سطح البحر يروي عن منطقة ثرية بالتاريخ.
وبسفح جبل بن فرج بحروكة ببلدية الشافية تشهد مدينة توليو عن آثار تعاقب عديد الحضارات على هذه المنطقة التي تقع بأقصى شمال شرق البلاد، ويتعلق الأمر بمدينة قديمة تعود للفترة الرومانية وتتربع على 36 ألف متر مربع وهو موقع يتكون من بقايا بنايات وكهوف ما تزال تشهد عن «ماضي تاريخي لم يكشف بعد عن كل أسراره» على حد تعبير رئيسة مصلحة التراث بمديرية الثقافة، وبنفس الموقع توجدمزارة سيدي شراف التي تضم شجرة زيتون عالية وكذا عديد الشواهد التي تدل على عديد النشاطات التي كانت تمارس.
ومن بين البقايا الأثرية التي ماتزال محفوظة هناك "آثار للاستخلاص على الصخور وجدار سميك وأسفل صهريج به طلاء مائي ممتد نحو الأرض بالإضافة إلى نصب جنائزية.
العديد من المواقع الأثرية قد تم إحصاؤها عبر ولاية الطارف على غرار تلك الموجودة بالزيتونة والبسباس وبوقوس أي ما مجموعه 60 مزرعة تضم معاصر تعود للفترة الرومانية وكانت تستعمل إلى غاية الفترة البيزنطية.
ويضاف إلى هذا التراث الثري والمتنوع ثلاثين قبرا دائريا (دولمن) و 100 نصبا جنائزيا ما تزال تقاوم عوامل الطبيعة وتحكي للزائر تاريخ الشعوب التي تعاقبت على هذه المنطقة.
تضم ولاية الطارف ثلاثة مواقع مصنفة على الصعيد الوطني تقع بكل من القالة على غرار معقل (باستيون) فرنسا والكنيسة وحضن مطحنة بالإضافة إلى 10 أخرى مصنفة على المستوى المحلي من بينها قصر لالة فاطمة بالعيون وبن سعيدان ببوقوس، فهي آثار تظهر من حين لآخر فيما لا تزال أخرى تحت التراب عبر إقليم هذه الولاية تضيف المصالح المكلفة بالتراث بمديرية الثقافة التي أبرزت الجهود المبذولة لإعادة تأهيل هذا التراث الهام.
- حديقة الحيوانات لمرابطية بالقالة (الطارف).
- غابات البرابطية تستقطب العائلات وممارسي رياضة ركوب الخيل..
- أحد أكبر وأجمل المساجد في الولاية وهو مسجد الفرقان الذي بني على أنقاض كنيسة والتي تم تهديمها مع خروج الاستعمار الفرنسي من المدينة لبناء المسجد.
- مواقع ومعالم سياحية:
- حمام سيدي طراد ببلدية الزيتونة
- حمام سيدي جاب الله ببلدية بحيرة الطيور.
- معلم خطي شال وموريس ببلدية عين العسل
- قصر مشتة الحراقة ببلدية الشافية ولرباع مشتة الحراقة بدات البلدية وكلهم بلديات حدودية.
- معلم سبعة رقود بسيدي بلقاسم بالطارف.

### مشاريع السياحة
أنتعاش مشاريع السياحة حيث عرفت بعث مشروع القرية السياحية بالبطاح وأستفادت الولاية من 30 مشروع سياحيا بقيمة اجمالية قدرها 23 مليار تتظمن انجاز 10 قري سياحية وسبع أقامات سياحية وعشرة فنادق وبنغالوهات موزعين عبر عديد من مناطق الولاية لاسيما تلك الواقعة على شاطئ البحر القالة، الشط، البطاح هذه المشاريع بطاقة اجمالية 7177 سرير بأستحداث 2934 منصب شغل ووضعت السلطات الولائية الحجر الاساسي لثلاثة فنادق من أربعة نحوم جديدة بالقالة والطارف.

### حديقة الحيوانات البرابطية
للإشارة فإن حديقة الحيوانات البرابطية بالقالة، التي تحوي التماسيح المستقدمة من البرازيل، والأسود والنمور البيضاء النادرة واللاما والدببة البنية، تسجل كل نهاية أسبوع فقط زيارة قياسية من الزوار، تصل في الصيف إلى 10 آلاف زائر من الطلبة والعائلات والتلاميذ، بما فيهم من تونس ومن فرنسا وأيطاليا.

### القرية السياحية (أفريكانا)
القرية السياحية  التي تتربع على مساحة 2.5 هكتارات وتجمع 40 إقامة في شكل شاليهات خشبية من غرفتين وثلاث مجهزة بوسائل الإقامة العصرية المريحة، بعضها أكتمل في حين بقي بعضها الآخر في طور الأنجاز كون المشروع تم التفكير في أستغلاله بشكل جزئي خلال موسم الأصطياف الحالي ليوفر اليوم ما مجموعه 18 إقامة، من بينها 14 من ثلاث غرف وأربع من غرفتين، ومطاعم ومرافق على أختلاف أنواعها كمسبح ومسرح في الهواء وأجنحة للعب خاصة بالصغار.

### الولي الصالح سيدي جاب الله
حيث يرقد الولي الصالح سيدي جاب الله  بجانب منبع حموي، هذه الشخصية الدينية المتصوفة دائرة بوثلجة وبلدية بحيرة الطيور التي يحتضن ترابها ضريح هذه الشخصية الدينية المتصوفة بجانبه المنبع الحموي الطبيعي.

### شواطئ ولاية الطارف

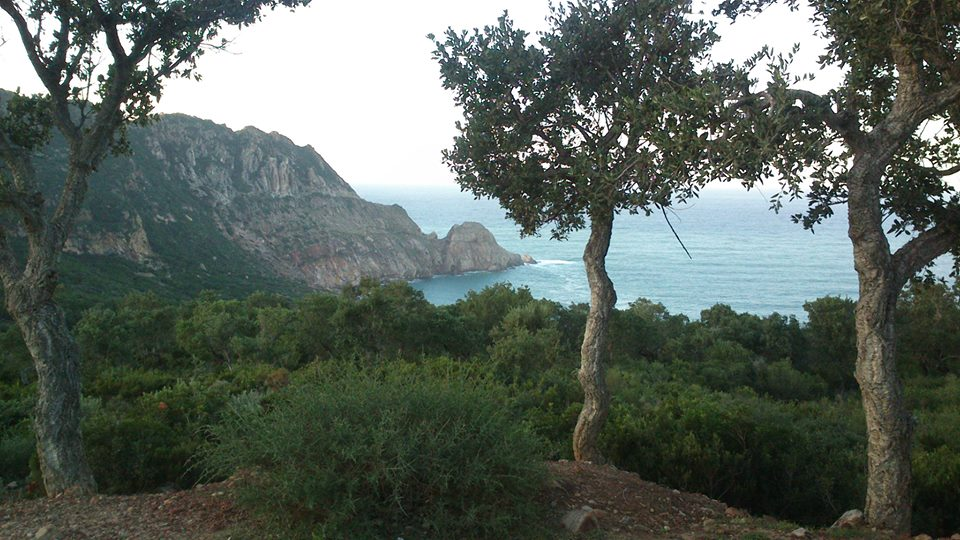
رأس سقلب القالة
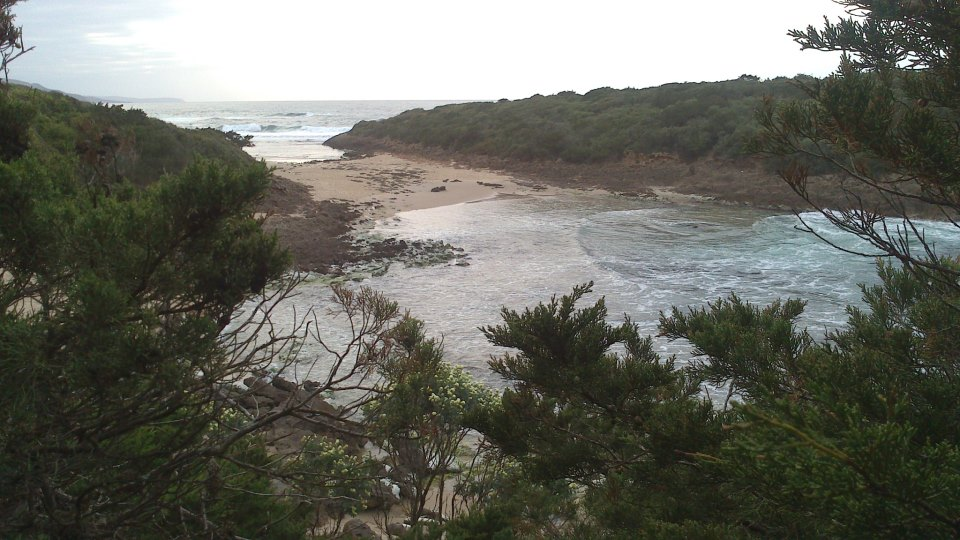
شاطئ كاليزار القالة
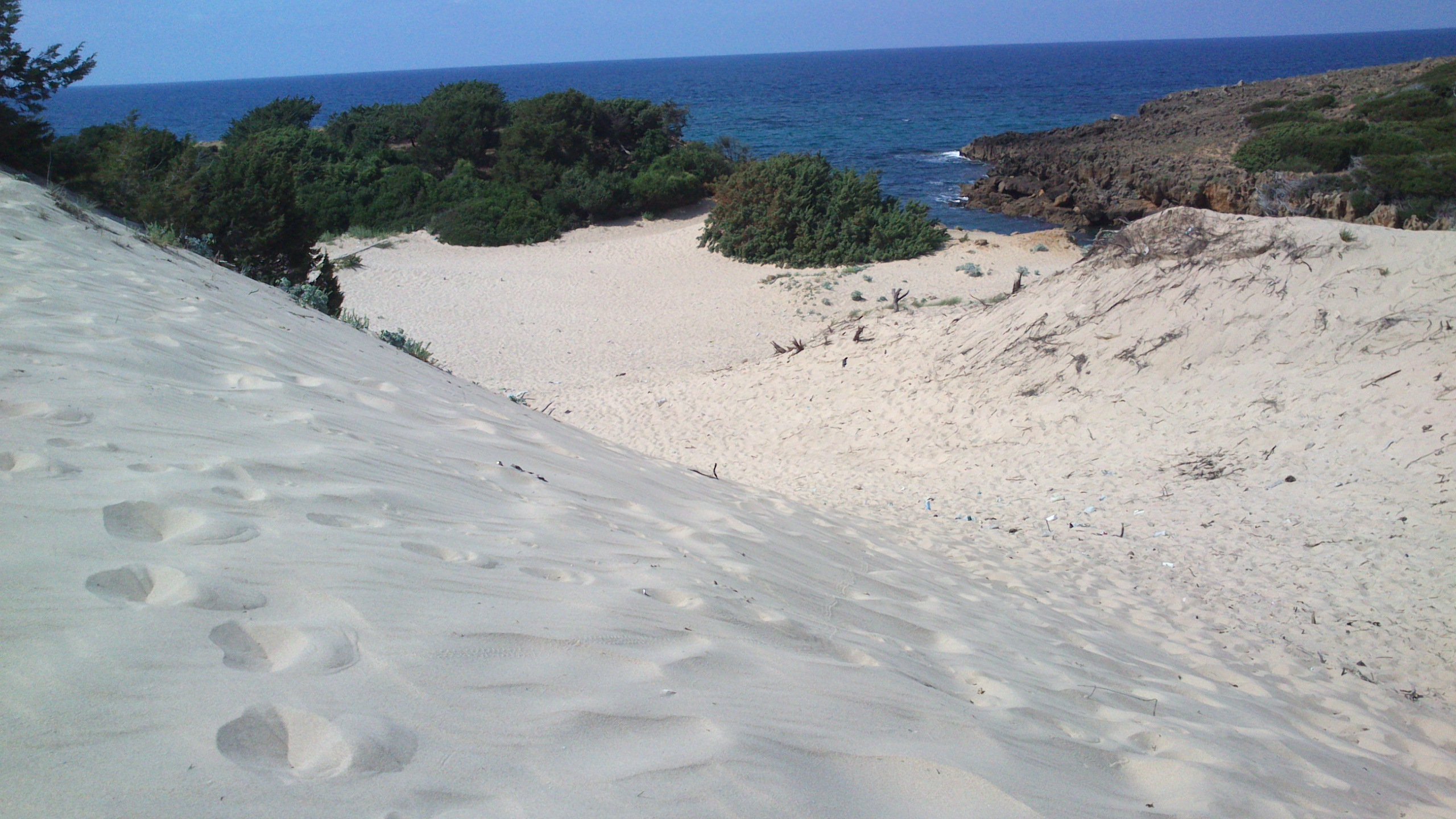
شاطئ القالة
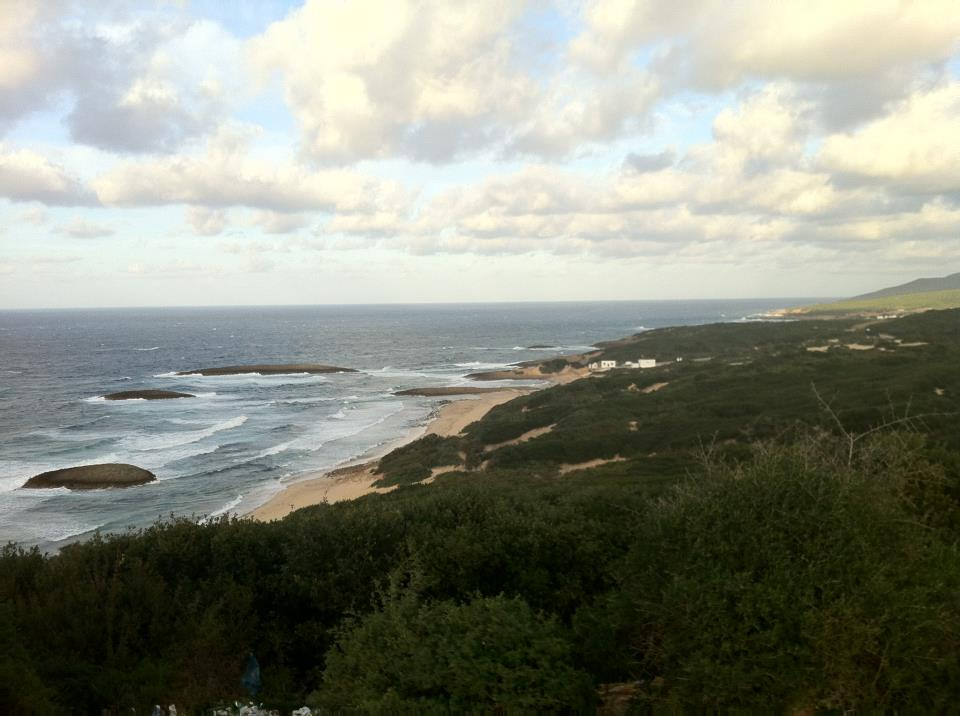
شاطئ لعنوينات القالة

تعرف ولاية الطارف بشساعة شواطئها وهي ولاية حدودية ومن أهم شواطئها هي من الشرق إلى الغرب
- شاطئ «س.رو» أو " C.roux "، هو أبعد بحر عن الجزائر ينتمي إلى ولاية الطارف وهو يحادي الحدود التونسية الكثير من الجزائريين لا يعرفونه والبعض يعتبرونه انه بحر تونسي لكنه شاطئ جزائري يبعد عن مدينة القالة بـ76 كم بالضبط لا يستغل كثيرا من الناحية الاقتصادية فثروته السمكية تعتبر غير معتبرة ولا كثيفة وبالتالي فهذا الشاطئ غير مأهول.
- بحر المرجان، شاطئ المرجان أو بحرالمرجان هو بحر ينحصر بين بحر الحدود التونسية وبين بحر مدينة القالة الجزائرية، يقع على بعد 60 كم من وسط مدينة القالة وهو ينتمي اليها، سمي اساسا على هذا الاسم لاحتواء مياهه على كنز المرجان والذي يتوزع في المناطق البعيدة عن سطح الماء، يتميز هذا البحر بالثروة السمكية خاصة أسماك الخورير (كما تتسمى في الجزائر) وأسماك أخرى أضافة إلى وجود عدد كبير معتبر من الجمبري والكلامار والحبار وهذا مايميز البحار الشرقية عن البحار الغربية وبحار الوسط، يستغل هذا البحر في الجانب الأقتصادي من صيد الاسماك ويعتبر طريقا بحريا بين تونس والجزائر وبين مرسى القالة ومرسى عنابة.
- بحر القالة القديمة، يقع بحر القالة القديمة في المنطقة الشمالية الغربية من مدينة القالة سمي بهذا الاسم لأنه يقع في جهة القالة القديمة ولأنه من أوائل البحار القديمة التي توجه اليها الجزائريين، وكانت أهم منطقة سياحية استولى عليها الاستعمار الفرنسي اثناء أحتلاله للجزائر، كباقي البحار الشرقية يمتاز بحر القالة القديمة بثروته السمكية الهائلة خاصة سمك الساورين أو سمك الساورينة كما تسمى في الشرق.
- شاطئ كاب روزا، شاطئ كاب روزا هو من أجمل بحار الشرق الجزائري يقع على مدى 85 كم من مدينة القالة، أستمدت أسمها من الاستعمار الفرنسي الذي سماها وأحتفضت بأسمها إلى حد الآن، واسم كاب روزا يعني ارتفاع روزا أو ارتفاع الورد: حيث ان هذا الشاطئ مرتفع عن باقي البحار وتتميز أرجاؤه والغابات المجاورة له باحتوائها للورد (الروز بالفرنسية) وهذا سبب التسمية الاصلي، تقل كثيرا ثمارها البحرية وثروتها السمكية لان مياهها مالحة وتعتبر بيئة حمضية فتقل الحياة السمكية فيها.
- شط المالح، شط المالح هو شاطئ صغير جدا يصب فيه نهر المالح الطارفي الذي ينبع من بركة المالح، يتبع إلى مدينة القالة بولاية الطارف الجزائرية، أستمد اسمه نسبة لملوحة مياهه وحمضيتها، يعتبر شط المالح ثروة سياحية ويعتبر من أجمل الشواطئ البركية غير مسموح بالسباحة فيه ولا بالصيد فدرجة خطورته مرتفعة أضافة انه محفوظ من السلطات المعنية لأن بأمياهه تعيش أنواع نادرة من السلاحف البحرية وتتغذى من اسماكه بعض الطيور.
- شاطئ سيدي جلول، هوأول شاطئ من الضفاف الطارفية من الناحية الغربية يقع على بعد 36 كيلومتر من ولاية الطارف، يعتبر هذا الشاطئ من البحار المقتوحة، ليس لهذا البحر أي مكانة سياحية لكنه يزخر بثروة سمكية هائلة وأنواع الأسماك الملكية : كالجنبري الملكي والحبار لا يقصده الناس للأصطياف لما فيه اخطار وقوة جذب هائلة للماء.
- شاطئ بن مهيدي، هو شاطئ طارفي يقع على بعد كيلومترات من بلدية بن مهيدي ولاية الطارف وهذا اصل تسمية الشاطئ حيث أنه الوحيد في منطقة بن مهيدي الشرقية، يعتبر هذا الشاطئ من البحار المأهولة في تلك الناحية ويقصده العديد من الزوار، تتوسط كمية ثروته السمكية والسياحية.
- بطاح، هو شاطئ طارفي ويعتبر الأخطر على الإطلاق ويسمى في تلك الناحية بشطئ التسونامي لان أمواجه عالية جدا ومياهه غير مستقرة ودائما متقلبة، يهلك كل عام ما بين 10 إلى 20 شخص في هذا الشاطئ لأن تياره قوي جدا ويجذب أي شيء، سمي بشاطئ البطاح لأن تلك المنطقة خالية مفلطحة يقع على بعد 12 كلم من قرية الشط بولاية الطارف، يزخر هذا البحر بثروة سمكية هائلة وهو من أهم الشواطئ للصيد البحري، يعتبر همزة وصل بين السواحل الجزائرية والايطالية وعرفت الجزائر في الاعوام الأخيرة هجرة سرية نحو أيطاليا أنطلاقا من ذلك الشاطئ.
- الشط، هو ثان شاطئ على الضفاف الطارفية الغربية يبعد بمدى 2 كلم عن قرية الشط وهذا سبب تسميته، يعرف شاطئ الشط زيارات متعددة وهو أقرب شاطئ موجود في تلك الناحية فيقصده الكثير لايعرف هذا اشاطئ جملا سياحيا ولا تعيره السلطات أي اهتماما أقتصاديا فهو فقير من الناحية السمكية.

### بيوت الشباب بولاية الطارف
- بيت الشباب بحيرة طونغا، هاتف : 038669159
- بيت الشباب مدينة القالة، هاتف : 038661237

### المنابع الحموية
- المنبع الحموي زطوط
- منبع زيد ببلدية بوحجار
- منبع سيدي طراد بلدية الزيتونة
- منبع بني صالح بلدية حمام بني صالح
- منبع سيدي جاب الله بلدية بحيرة الطيور
- المنبع الحموي ماكسة ببلدية بوقوس الحدودية.

## فن الطبخ

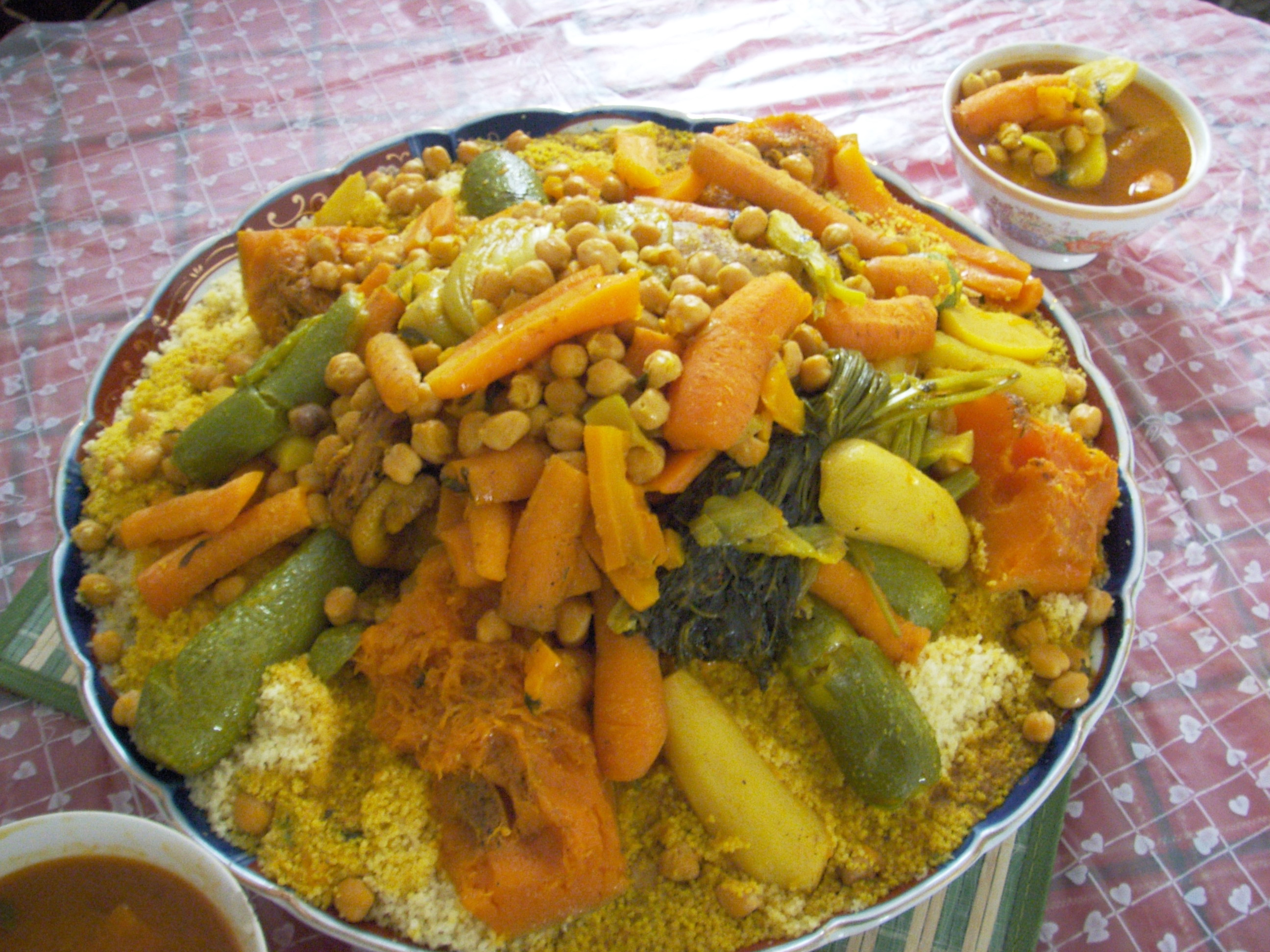
الكسكسي

مطبخ الطارفي هو أسلوب الطّبخ المستمد من التقاليد العريقة للشّعب الجزائري، يعتبر جزء من المطبخ المتوسطي، وهو خلاصة ثقافات عديدة بربرية، عربية، تونسية بسبب قربها، الأطباق الأكثر شعبيّة وشهرة الكسكسي يعتبر الطبق الوطني التقليدي في الجزائر.

## البنية التحتية

### شبكة الطرق بالولاية
- 07 فروع للأشغال العمومية:[12]
- 08 دور صيانة
- الهياكل الأساسية للطرق:

" الطرق الوطنية (كلم): 297.618
- الطرق الولائية (كلم): 286.92
- الطرق البلدية (كلم): 968.55
- 50 منشأة فنية على الطرق الوطنية
- 22 منشأة فنية على الطرق الولائية
- منشأة فنية على الطرق البلدية 46
- المنشآت البحرية:
- المنارات:01
- موانئ الصيد:02

## النقل

### المحطة البرية الذرعان

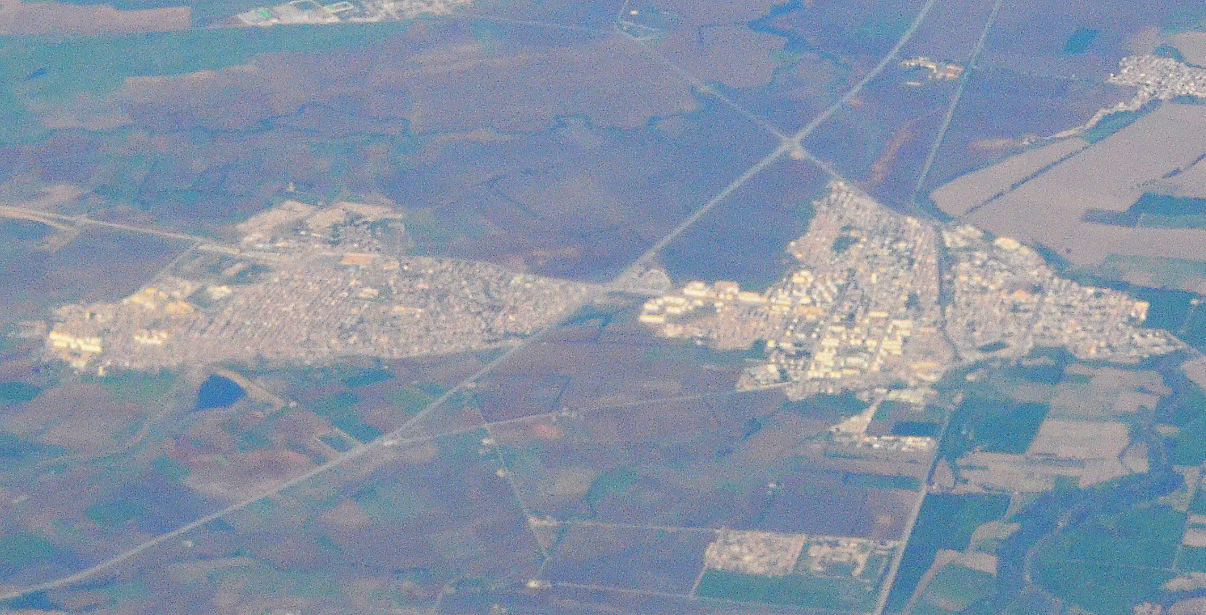
صورة من السماء لمدينة الذرعان

المحطة البرية بالذرعان، تتربع على مساحة 2 هكتار وهي مجهزة بكل الوسائل العصرية وتتوفر على كل المرافق الضرورية التي يحتاجها المسافرون، تتواجد على الطريق الوطني رقم 16 وتربط 4 ولايات شرقية بمحور الطريق السيار شرق غرب.

### النقل الحضري
مؤسسة للنقل الحضري تدعمت بها مؤخرا المدينة، وتعمل هذه المؤسسة على ضمان النقل بالخصوص على مستوى القطب الجامعي وعديد الأحياء ذات الكثافة السكانية.

### سيارات الأجرة
سيارات الأجرة أو تاكسي مواصلات عامة في المدينة مسجلة وذات لون أصفر موحد، تضمن النقل إلى أجميع مناطق المدينة.

### مشروع محطة قطار القالة
- ولاية الطارف إطلاق أشغال إنجاز خط القطار الرابط بين القالة - عنابة قريبا.[13]

## الصحة
ورغم الجهود المبذولة من جهة أخرى من أجل تنمية قطاع الصحة فإن الولاية تسجل عجزا في الهياكل الصحية (أسرة) ولاسيما في المنطقة الغربية التي يقطنها نصف السكان وذلك في انتظار استكمال إنجاز مستشفى 240 سريرا بالبسباس، وتوجد بالولاية حاليا 3 مستشفيات بقدرة إجمالية للاستقبال تصل إلى 494 سريرا إلى جانب 18 عيادة متعددة الخدمات تتوفر على 80 سريرا وكذا 88 قاعة علاج و 122 وكالة صيدلانية و 33 مخبرا للتحاليل الطبية، وبشأن مستوى التغطية الطبية بالولاية فإن المؤشرات المحلية تشير إلى وجود مستشفى واحد لكل 140 265 نسمة أي ما يعادل 1,17 سرير لكل ألف نسمة وكذا عيادة متعددة الخدمات لكل 23 337 نسمة وقاعة علاج واحدة ل5.009 شخص.
يوجد في ولاية الطارف مستشفيات التالية :
- مستشفى الطارف.
- مستشفى القالة.
- مستشفى بوحجار.
- مستشفى الأمير عبد القادر بسباس.
- مدرسة التكوين الشبه طبي بالطارف.

## الاقتصاد
ثلاث شركات وطنية واحدة مختصة في النجارة العامة بإنتاج سنوي قدره 20 929 متر مربع من الخشب وأخرى تتمثل في مركز لتعبئة قارورات غاز البوتان بإنتاج 972.985 قارورة سنويا إلى جانب مركز للتجهيزات الخاصة بالمعوقين حركيا يضمن إنتاج 2.000 كرسي متحرك كل سنة، وإلى ذلك تضاف نحو 20 مؤسسة أقتصادية خاصة تنشط في الصناعة التحويلية مثل المنتجات الصيدلانية والصناعة الفلاحية الغذائية والمشروبات الغازية والمنتجات الالكترونية، ورغم عددها المحدود فإن هذه الوحدات الإنتاجية تساهم في عدد من الحالات في خلق مناصب شغل دائمة لفائدة السكان المحليين.
وبشأن أهم الإنجازات الهامة بالطارف يسجل هنا تقدم أشغال بناء ميناء الصيد الجديد بالقالة بنسبة 90 بالمائة والذي سيسع 422 قاربا من شتى الأصناف، ومن جهة ثانية يجرى حاليا انجاز محطة تيرمو- كهربائية بكدية دراويش بقدرة 1.200 ميغاواط إلى جانب تحويل ميناء الصيد القديم للقالة إلى ميناء للترفيه فضلا عن مشروع أنبوب غاز المميع سردينيا، إيطاليا.
حيث تمت الموافقة لحد الآن على 44 مشروعا أستثماريا على مساحة إجمالية تناهز80 هكتارا بغلاف مالي يتجاوز 850 مليار سنتيم، ستوفر 3 آلاف منصب شغل مباشر، منها مشاريع في الصناعات التحويلية والغذائية، إنجاز مذابح عصرية أمام العجز المسجل في هذا الجانب، ملبنات إنتاج الحليب ومشتقاته، الأعلاف وتغذية الحيوانات، مطاحن، غرف للتبريد، زيادة على أسترجاع وتوزيع كل الهياكل الفلاحية غير المستغلة والمهملة على مستوى الولاية من إسطبلات، مزارع وأقبية، على الفلاحين الراغبين في الأستثمار الفلاحي.

## الزراعة
زراعة الحبوب وتربية الأبقار وتربية النحل والدواجن، وتحتل الفلاحة بولاية الطارف مساحة إجمالية قدرها 84.031 هكتارا منها 74.173 صالحة للزراعة كما تقع أغلبية مساحاتها غرب الولاية وتحديدا بالبسباس والذرعان وبن مهيدي، ويساهم هذا القطاع في التنمية المحلية والاقتصادية بإنتاج معتبر من الحبوب وبمردود هام في إنتاج الطماطم الصناعية يقدر ب1,7 مليون قنطار من الطماطم الطازجة أي ما يعادل 130 ألف قنطار من الطماطم المصبرة في وقت تنتج 37 ألف خلية نحل سنويا ما يقارب 1.650 كلغ من العسل، وعلى العموم فإن الإنتاج النباتي يظل دائما موجها نحو زراعات العلف والخضار والزراعات الصناعية مع سيطرة زراعة الطماطم الصناعية. وفضلا عن ثرائها في مجال الأراضي الفلاحية فإن ولاية الطارف تتميز بثروة حيوانية هامة تتكون أساسا من 91 035 بقرة و191 200 رأس من الغنم و 44.410 من رؤوس الماعز إلى جانب 576.500 من الدجاج و1 500 رأس من الديك الرومي ما يضمن سنويا إنتاج 11 275 قنطار من اللحوم الحمراء و9 160 قنطار من اللحوم البيضاء كما تنتج الولاية أزيد من نصف مليون هكتولتر من الحليب سنويا، وشهدت السنوات الأخيرة تنفيذ إجراءات عملية من أجل توسيع المساحات المزروعة عبر استصلاح الأراضي الهامشية وتقليص المساحات المنتظرة قصد تطوير تكثيف زراعات متنوعة ولاسيما منها البقول الجافة والزراعات داخل البيوت البلاستيكية وكذا الأشجار المثمرة بصفة عامة.

### إنتاج العسل بولاية الطارف
يسجل إنتاج العسل بولاية الطارف من 1 600 قنطار إلى 1 400 قنطار سنويا، حيث تضم الولاية نحو 50 ألف خلية نحل، حيث تعد ولاية الطارف من أهم الولايات في الجزائر لإنتاج العسل، وتبذل الجهود من طرف الدولة لترقية هذا النشاط الإيكولوجي مائة بالمائة والسماح ل940 مربيا للنحل بالمنطقة بتحسين إنتاجهم وتطوير المهنة والتحكم في تقنيات تربية النحل قبل الاستفادة من العائدات التي يحققها هذا النشاط، وتعد بلدية بوثلجة من أفضل البلديات في إنتاج العسل، وعلى عكس باقي أنواع تربية الحيوانات فإن تربية النحل تبقى مرهونة بالظروف الطبيعية إذ تتغذى النحلة من الطبيعة كما أنها تتطلب بيئة مكيفة تلبي حاجياتها على شعاع ثلاثة كيلومترات، ويمارس نشاط تربية النحل بشكل رئيسي بضواحي بوثلجة ولاسيما منها الشفية وبوغوس وبن مهيدي وذلك عبر آلاف هكتارات الصنوبر.

## الرياضة
- المركب الرياضي ولاية الطارف، قاعة متعددة الرياضات، مسبح.
- المركب الرياضي الجواري لبلدية السوارخ.
- 5 ملاعب جوارية مهيأة عبر الأحياء الواقعة بكل من عاصمة الولاية والقالة وأم الطبول وسيدي قاسي والتي سيتم تعزيزها قريبا بـ9 منشآت مماثلة أخرى.
- مركز رياضي لتدريب الفرق الوطنية بالقرب من شاطئ القالة القديمة، يتربع على مساحة 8 هكتارات، وهو أستثمار خاص، يحتوي على عدة مرافق رياضية.

يوجد في ولاية الطارف العديد من النوادي لكرة القدم منهم :
- أولمبي الطارف.[14]
- مدرسة براعم مدينة الطارف. (مدرسة كرة القدم).
- الرابطة الولائية للتايكواندو بالطارف.
- ميتال ستيل الذرعان تأسس سنة 1932
- الملعب الذرعان نايلي عمار (5,000 متفرج)
- نادي جمعية أمل بن مهيدي (الجهوي الثاني).
- جيل شبيطة مختار.
- شباب الذرعان.
- وفاق بوحجار.
- نجم القالة.
- جيل عين العسل.
- نجم البسباس.
- نادي مولودية أولمبي البسباس. (مدرسة)
- رابطة ولاية الطارف الجهوية لكرة القدم.
- النادي الرياضي الهاوي لوفاق فتيات الطارف لكرة القدم النسوي.[15]
- كما يوجد العديد من الأندية الرياضية في مختلف الرياضات :
- الكاراتيه والجيدو، ألعاب قوى، الشطرنج، كرة السلة وكرة اليد....الخ.

## أعلام الطارف

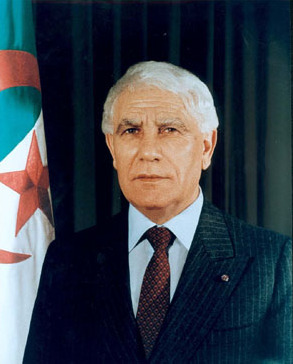
الشاذلي بن جديد.
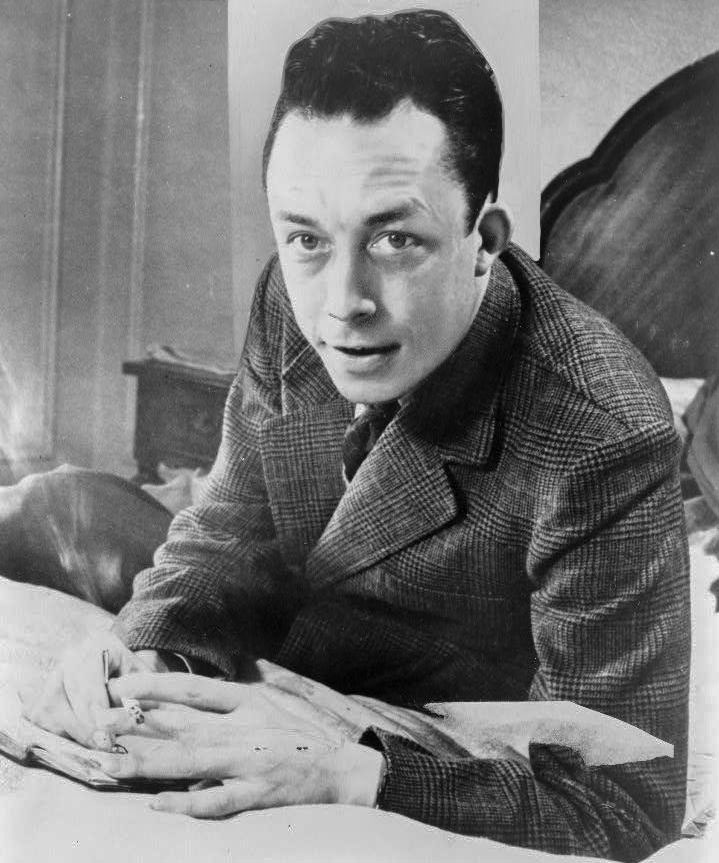
ألبير كامو، كاتب وصحفي فرنسي جزائري.

- الشاذلي بن جديد: رئيس الثالث للجمهورية الجزائرية بقي في المنصب 9 فبراير 1979 إلى 11 يناير 1992، الميلاد 14 أبريل 1929 ولاية الطارف، الوفاة 6 أكتوبر 2012 (83 سنة) بمستشفى عين النعجة العسكري.
- ألبير كامو، كاتب وصحفي فرنسي جزائري.

## اتفاقيات والتوأمة والصداقة
تونس ولاية جندوبة، الإتفاق على مجموعة مقترحات تخص أشكال التعاون والشراكة من أجل تنمية المناطق الحدودية للبلدين الشقيقين للحد من مظاهر التهريب والجريمة العابرة للحدود.

## معرض الصور

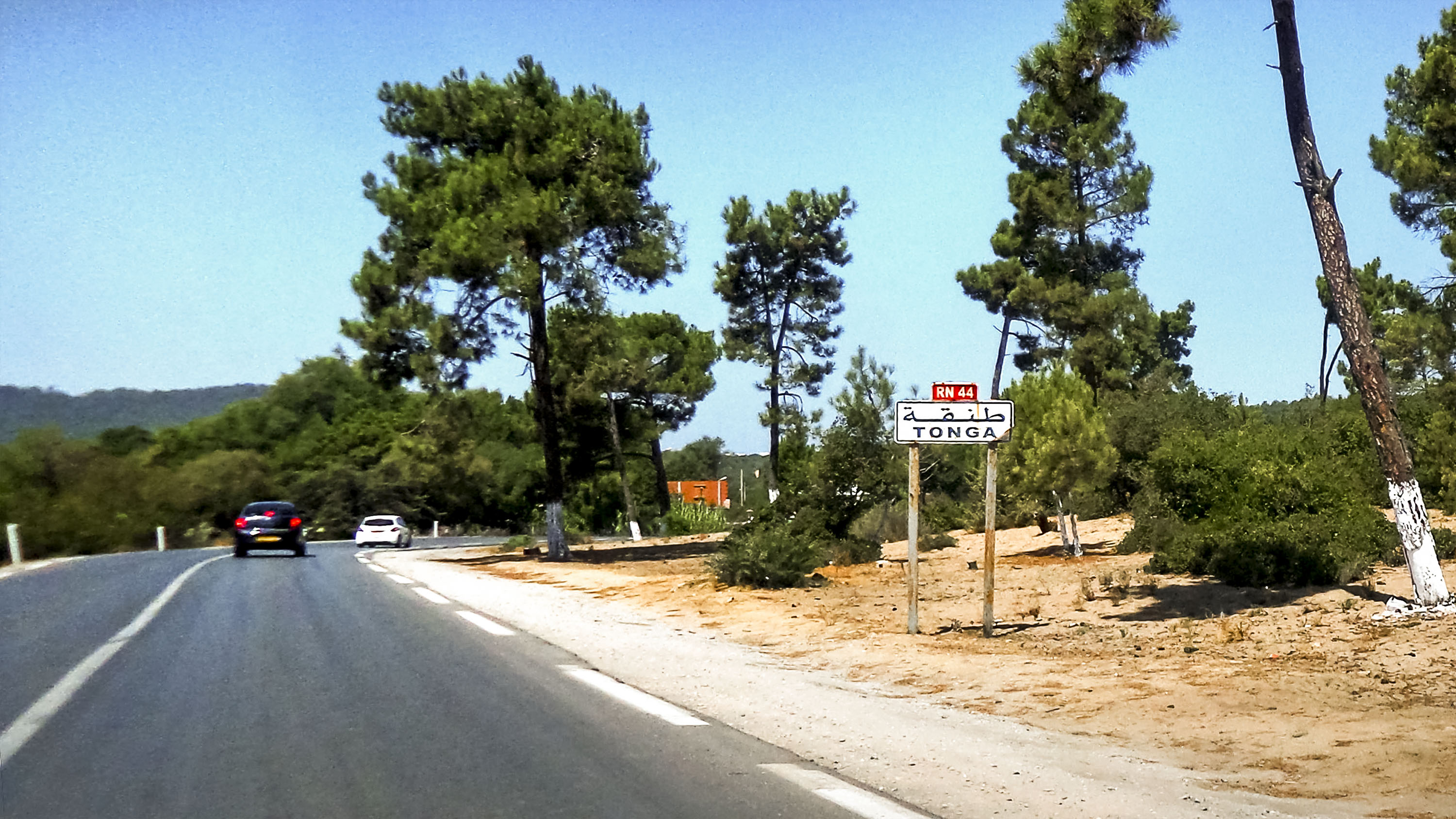
طنقة القالة.
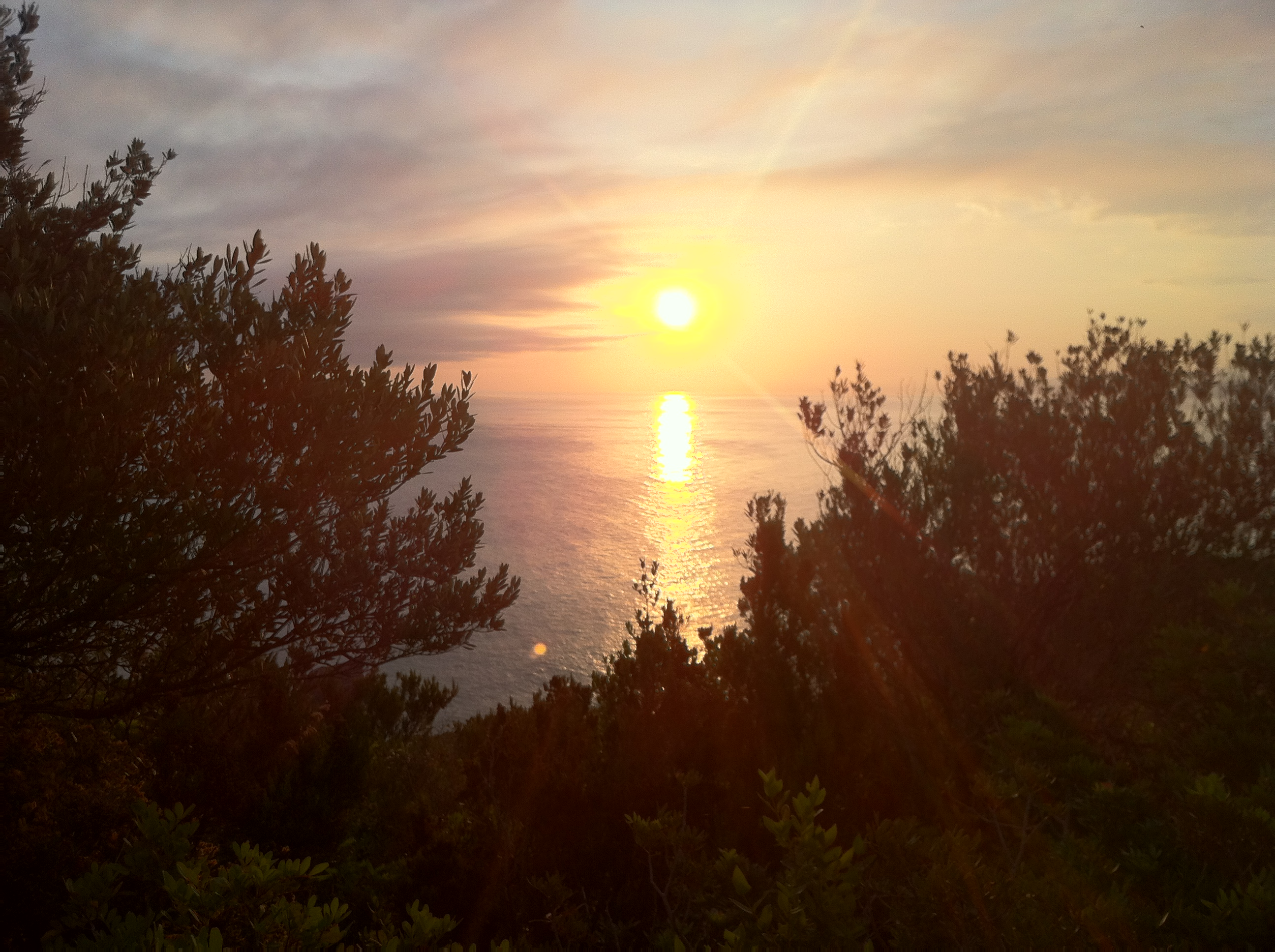
القالة
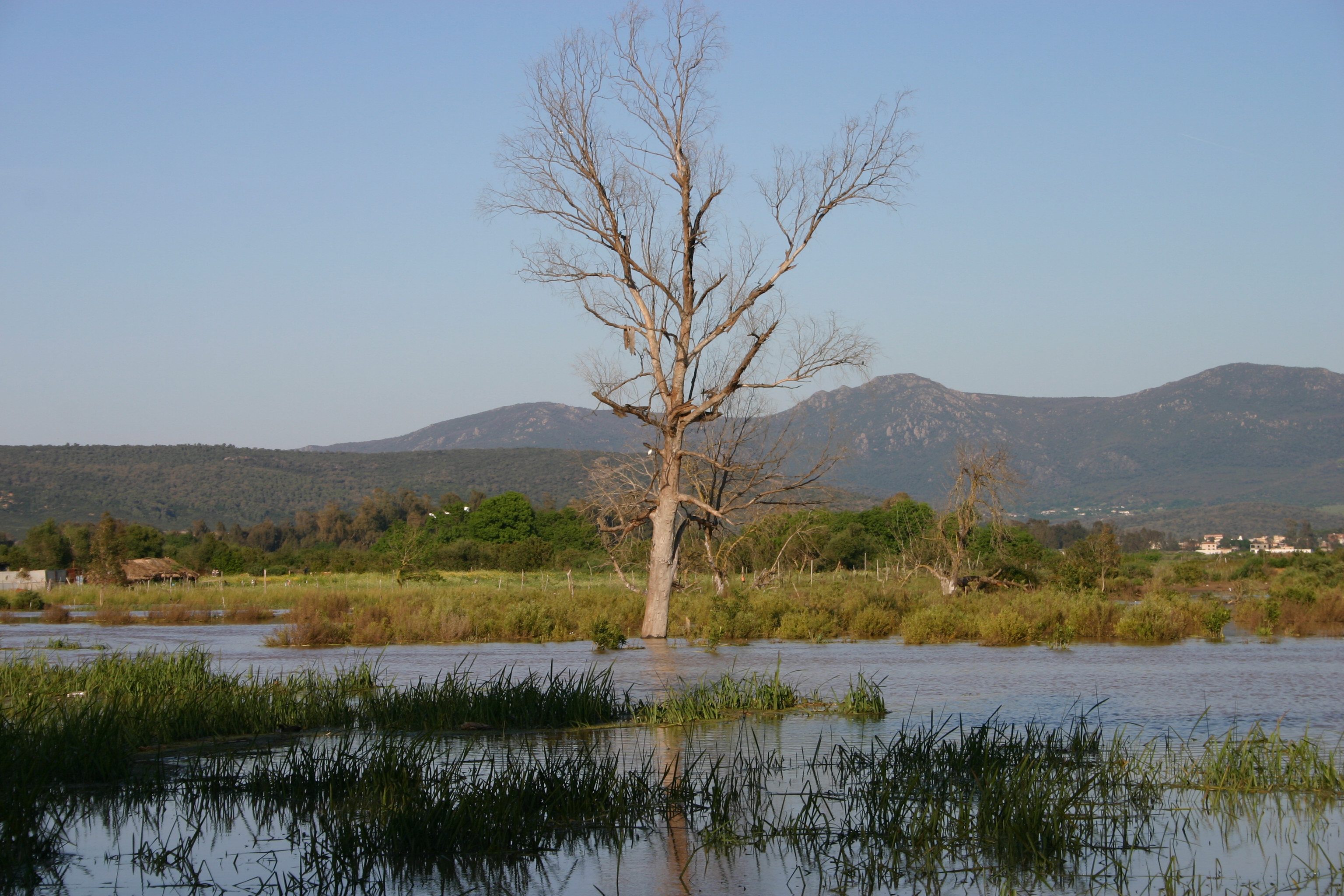
بحيرة طنقة
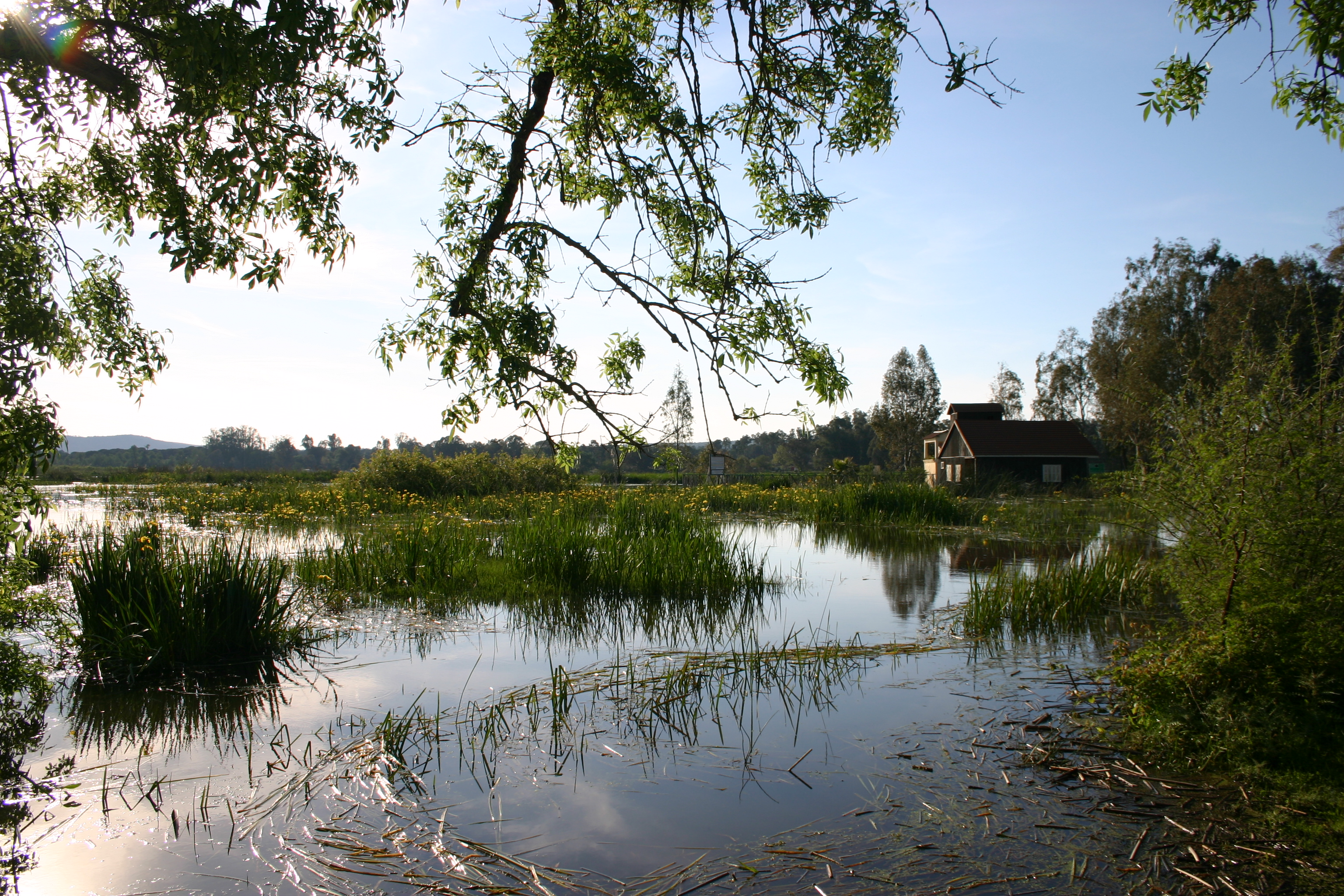
بحيرة طنقة
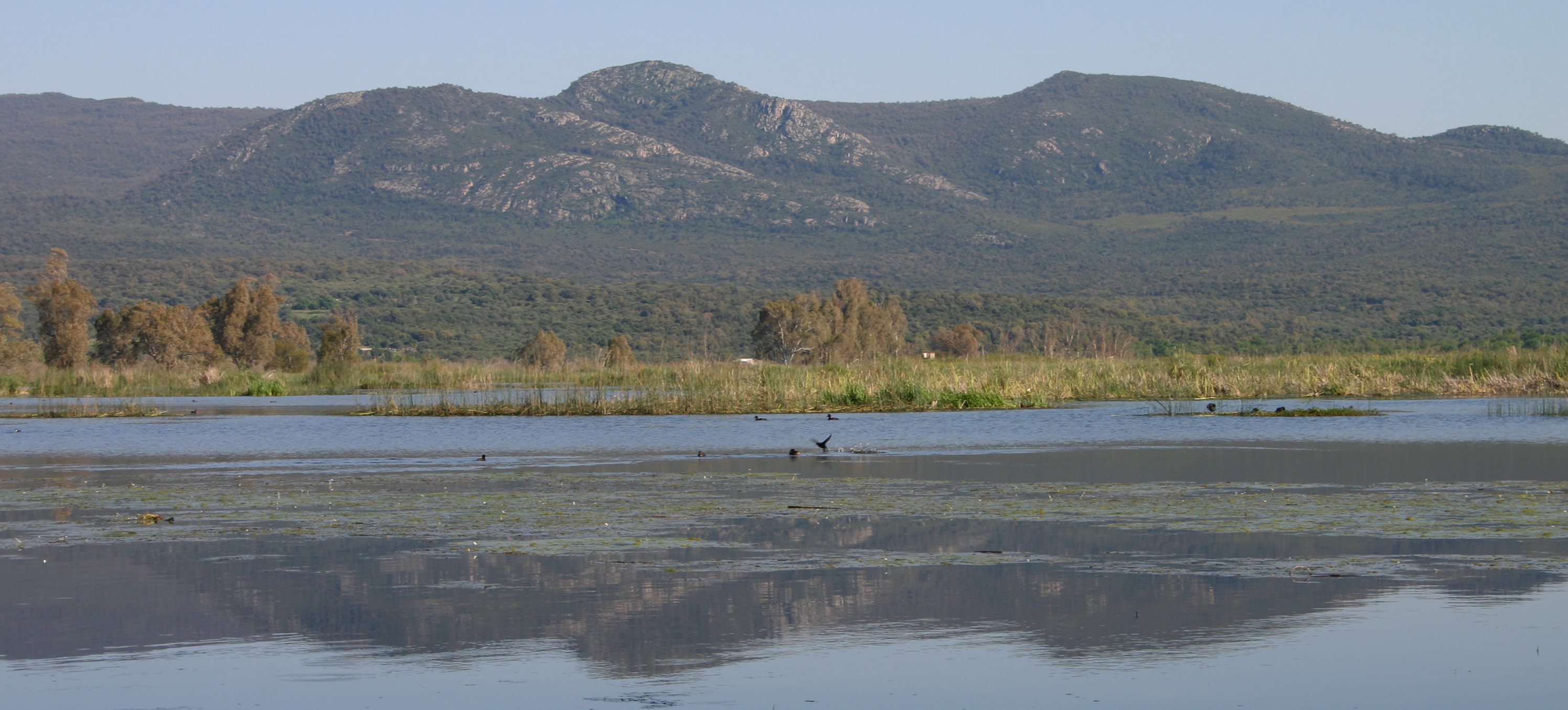
بحيرة طنقة
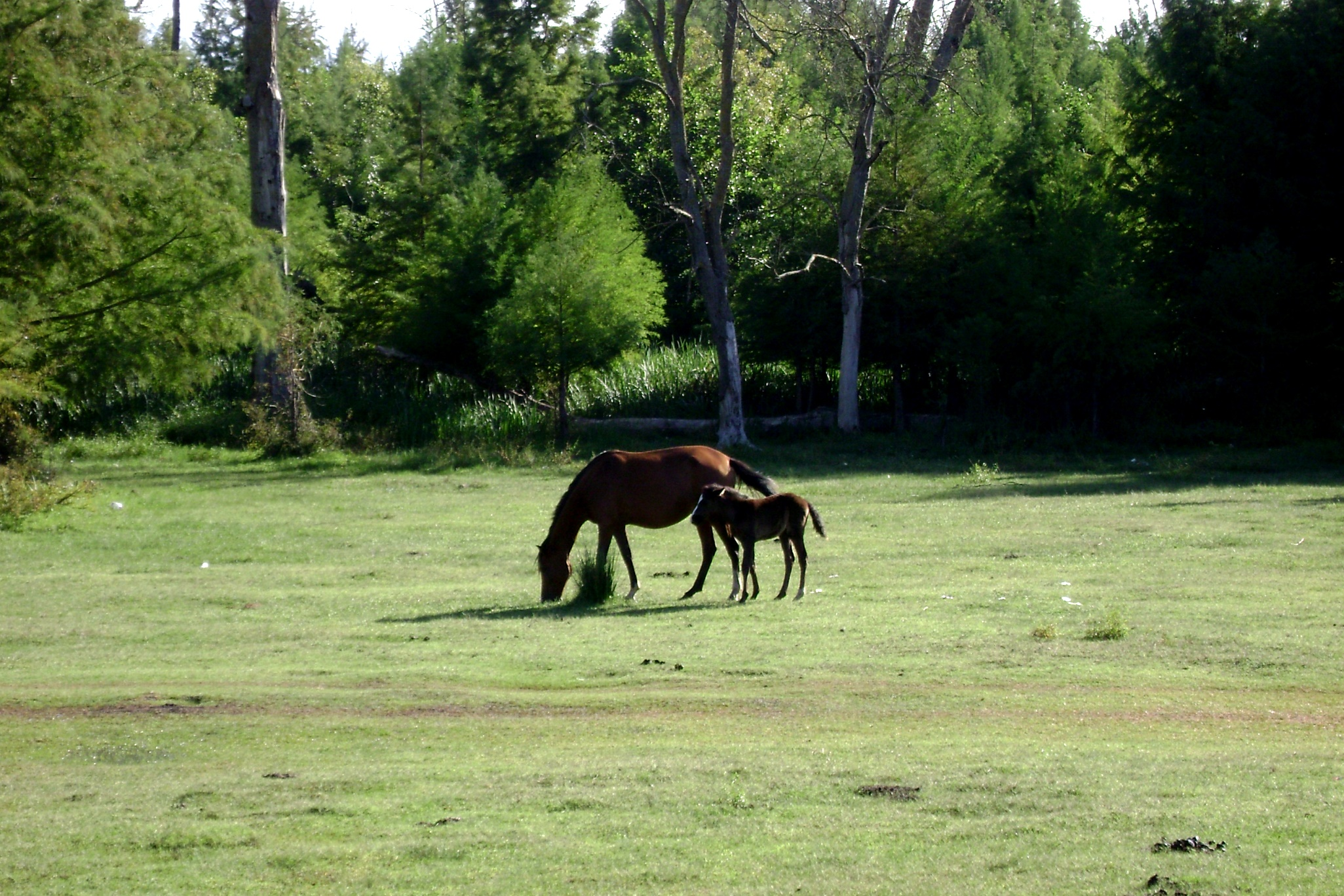
طنقة
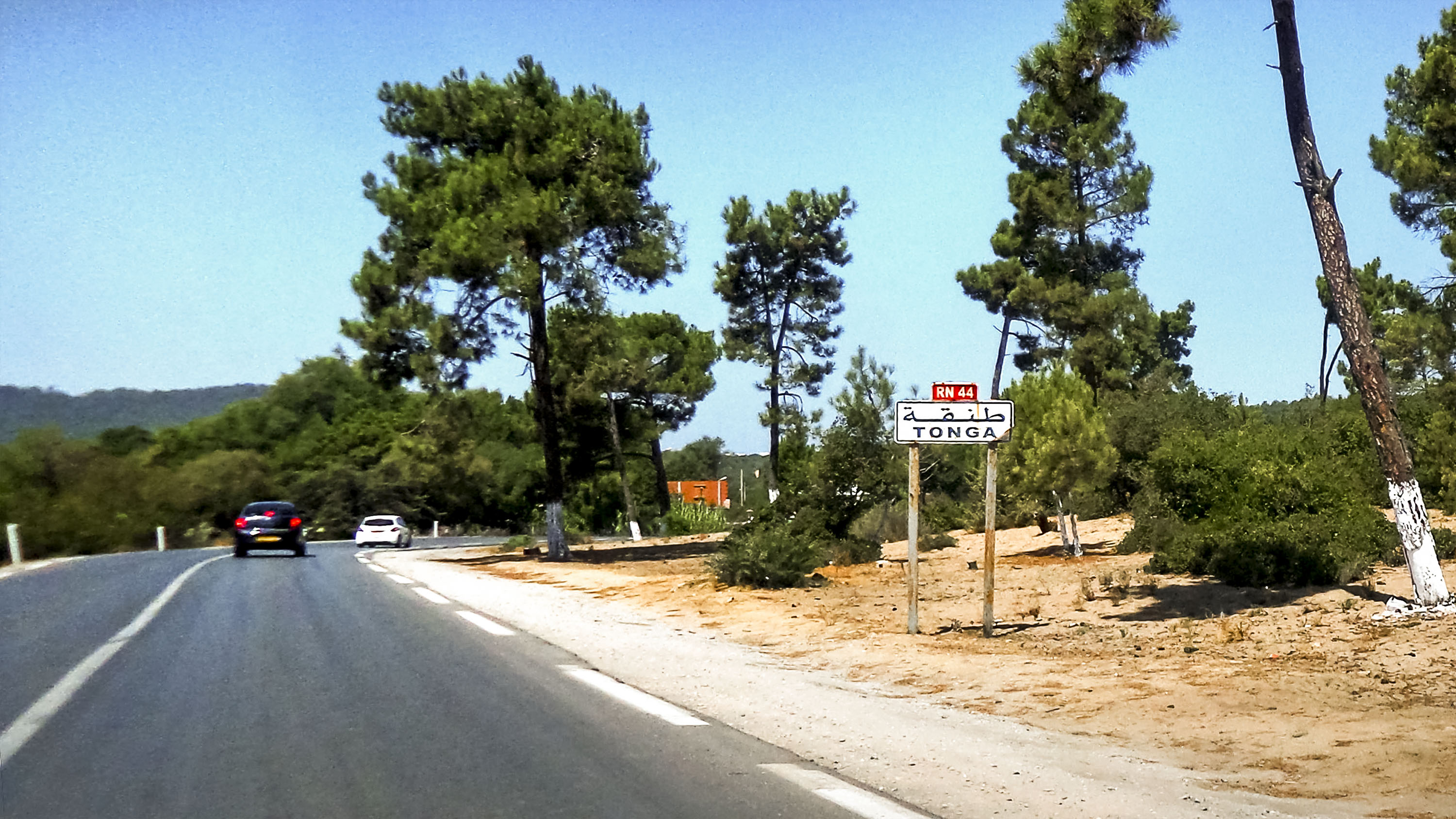
طريق طنقة
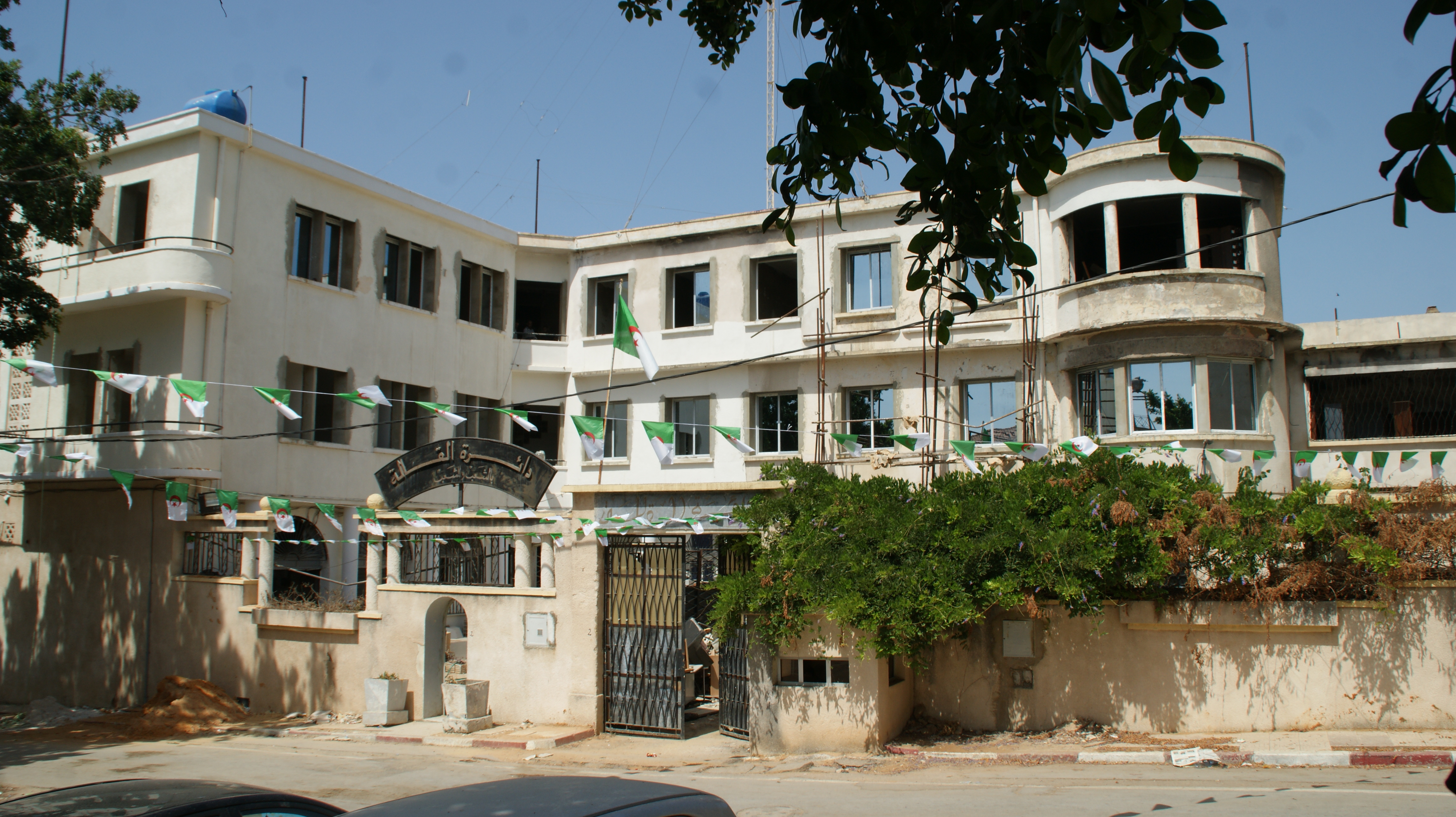
مقر دائرة القالة
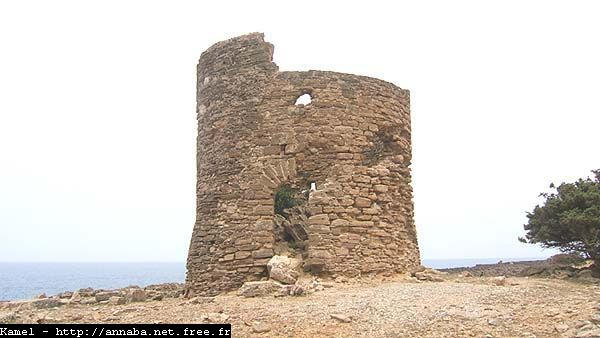
القالة
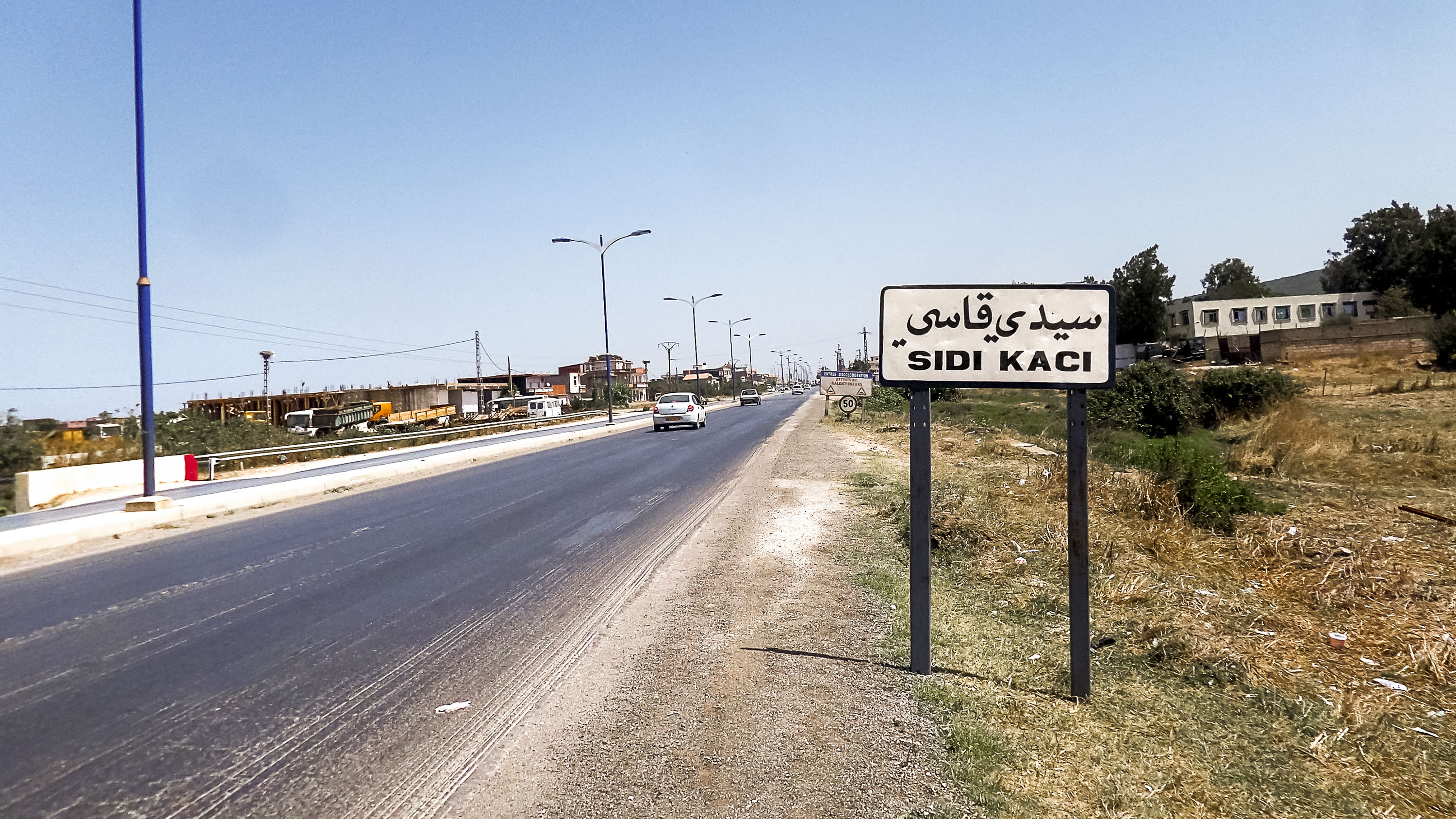
سيدي قاسي
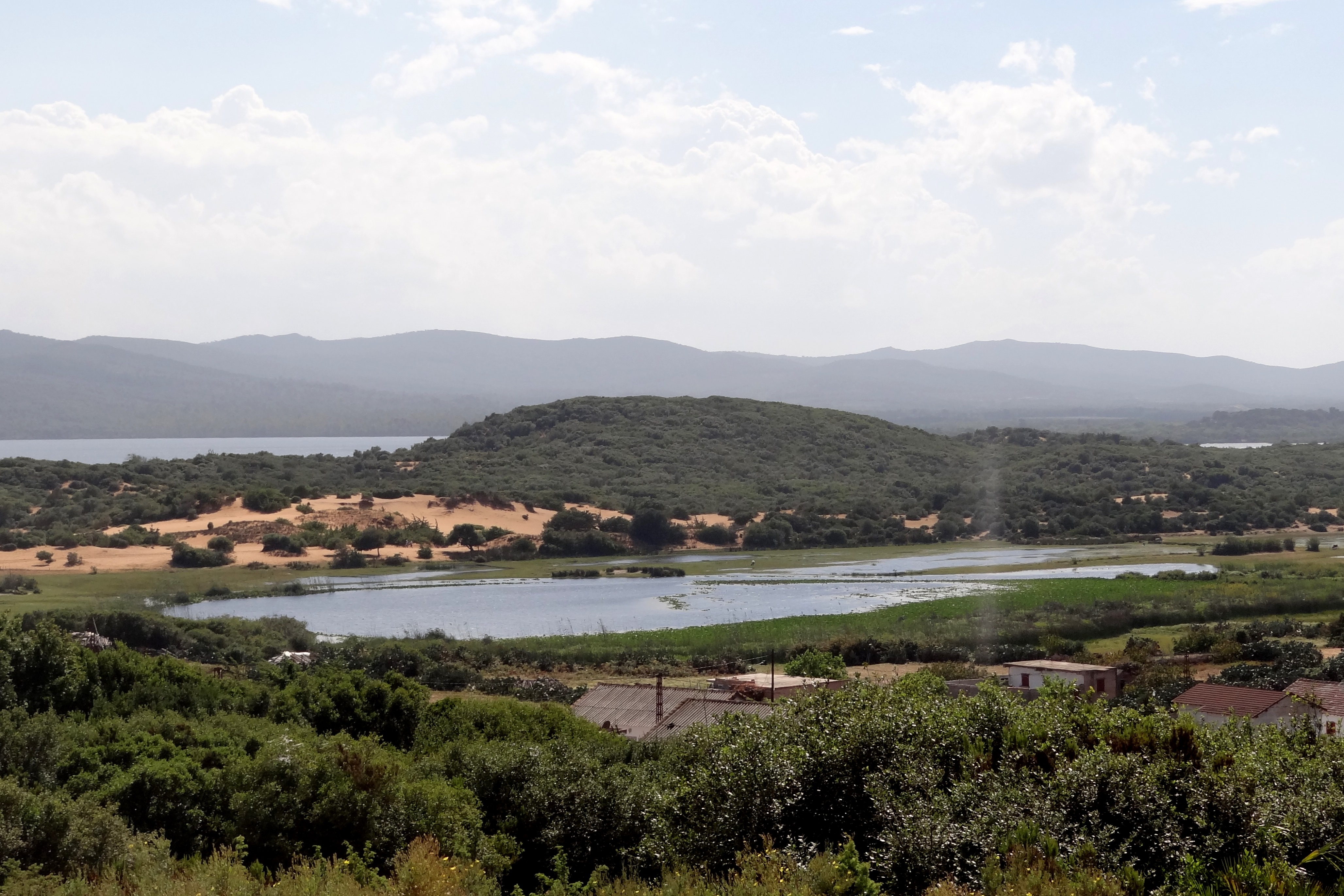
بومنجل
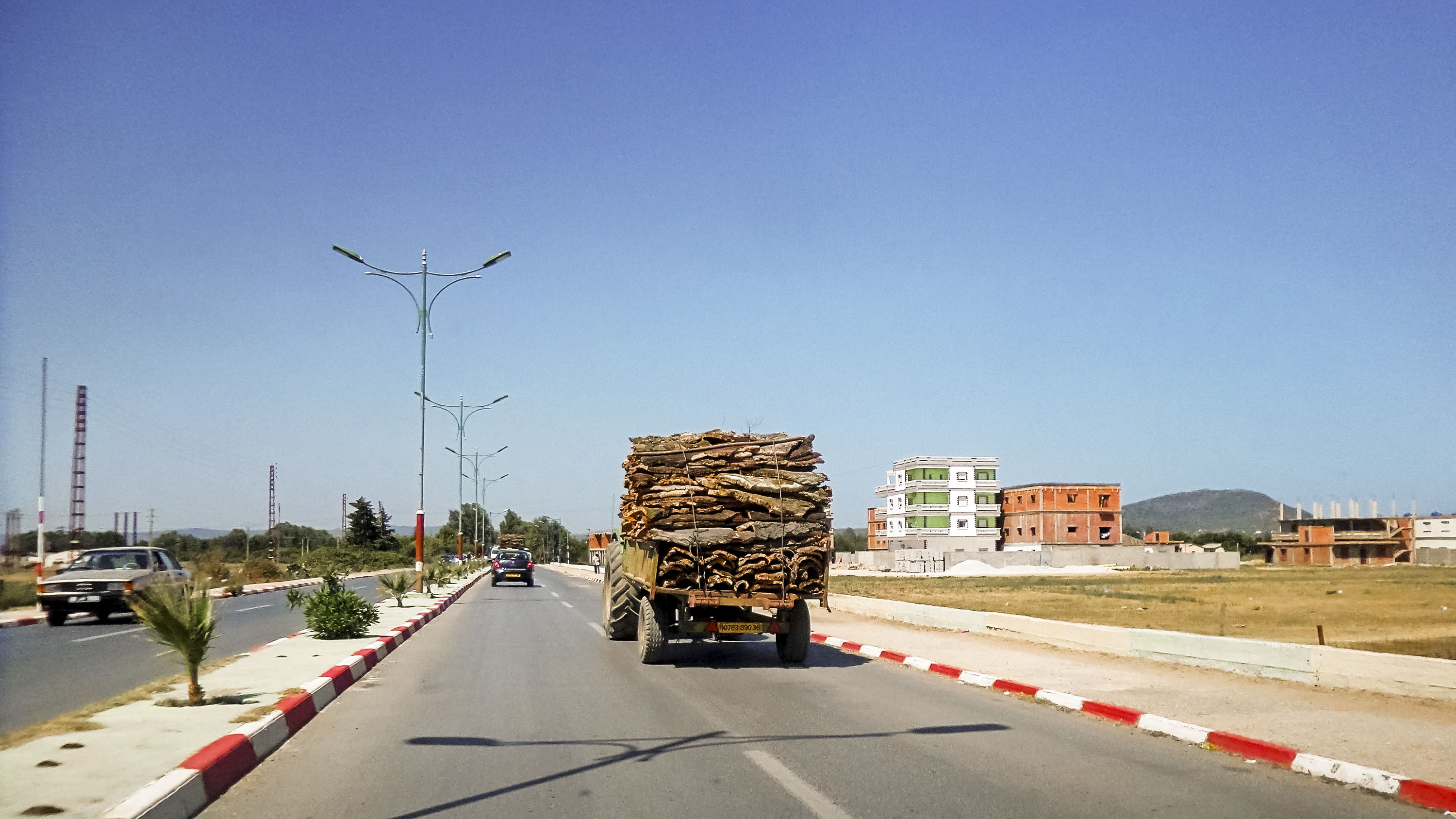
نقل الفلين
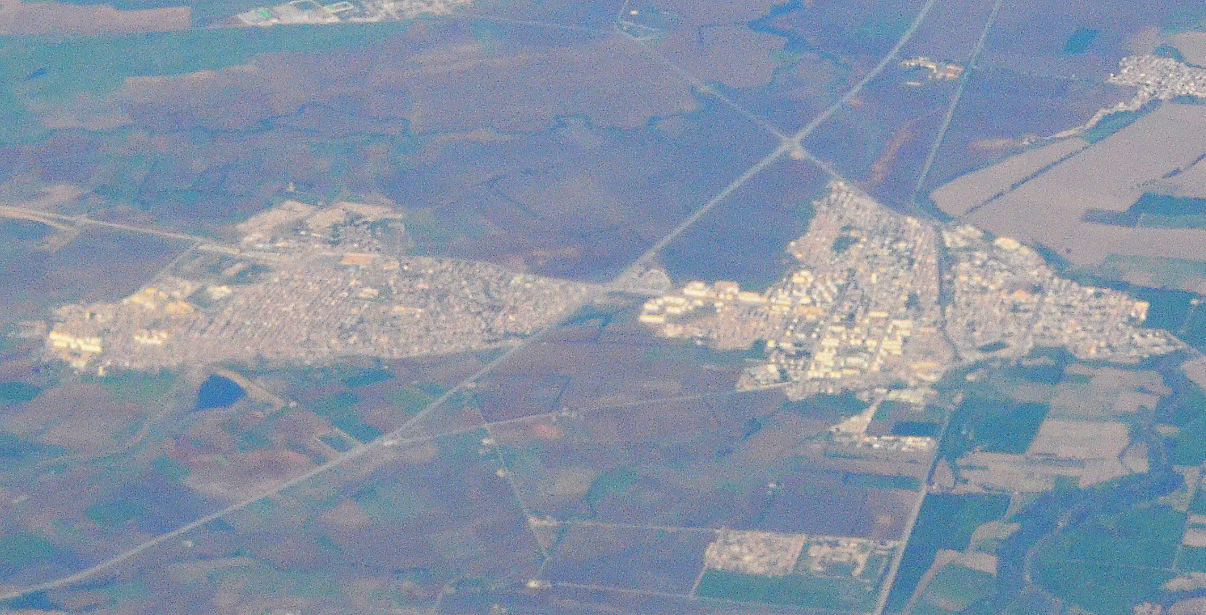
الذرعان
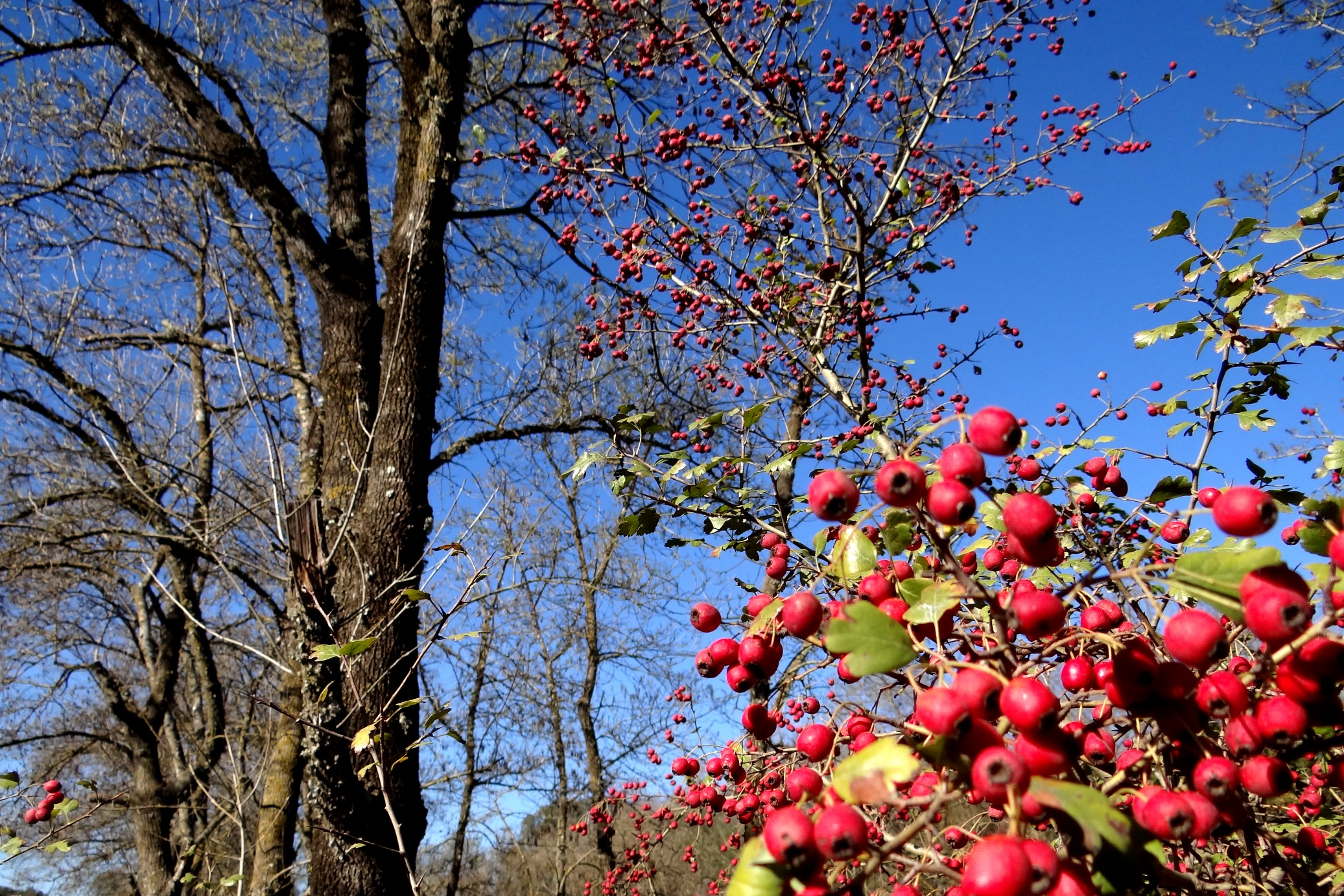
جبال بومنجل

## وصلات داخلية
- محمية القالة الوطنية
- بحيرة طونغا
- بحيرة الطيور

## وصلات خارجية
- وثائقي عن لؤلؤة الشرق القالة مدينة الذهب الأحمر (المرجان) على يوتيوب
- الموقع الرسمي لولاية الطارف
- غرفة الصناعة التقليدية والحـرف الطارف
- جامعة الطارف (بالفرنسية).
- مديرية الخدمات الجامعية الطارف
- موقع مديريه التربية والتعليم لولاية الطارف
- مديرية التجارة لولاية الطارف
- غرفة التجارة لولاية الطارف
- مديرية الصحة لولاية الطارف
- إذاعة الطارف الجهوية
- مجلس قضاء الطارف
- موقع بالفرنسية يتكلم عن ولاية الطارف
- وزارة الثقافة الجزائرية تضع 400 موقع أثري سياحي في الطارف في أهتماماتها
- موقع الكتروني يتكلم عن جمال القالة
- رابطة ولاية الطارف الجهوية لكرة القدم
- إنتاج العسل بولاية الطارف
- خريطة شبكة الطرقات لولاية الطارف في موقع وزارة النقل
- ولاية الطارف.. متحف مفتوح على الهواء الطلق
- الطارف: منطقة بوثلجة... متحف في الهواء الطلق وبقايا أثرية على نطاق واسع
- في اليوم العالمي للمناطق الرطبة.. مخاطر عديدة تهدد التنوع البيئي للقالة
- ولاية الطارف الخضراء تزخر بثروة أقتصادية ضخمة
- زيارة وزير المجاهدين لولاية الطارف
- سيرافقه وفد وزاري هام، مشاريع وإنجازات جديدة ضمن برنامج زيارة الوزير الأول إلى ولاية الطارف.
- ولاية الطارف قطب سياحي ضخم
- مشروع خط القطار المكهرب بين القالة وعنابة يكلف مليار دولار.
- صفحة الطارف على موقع الوكالة الوطنية لتطوير الأستثمار
- القالة لؤلؤة الشرق